# Hl. Dreifaltigkeit (Fraulautern)

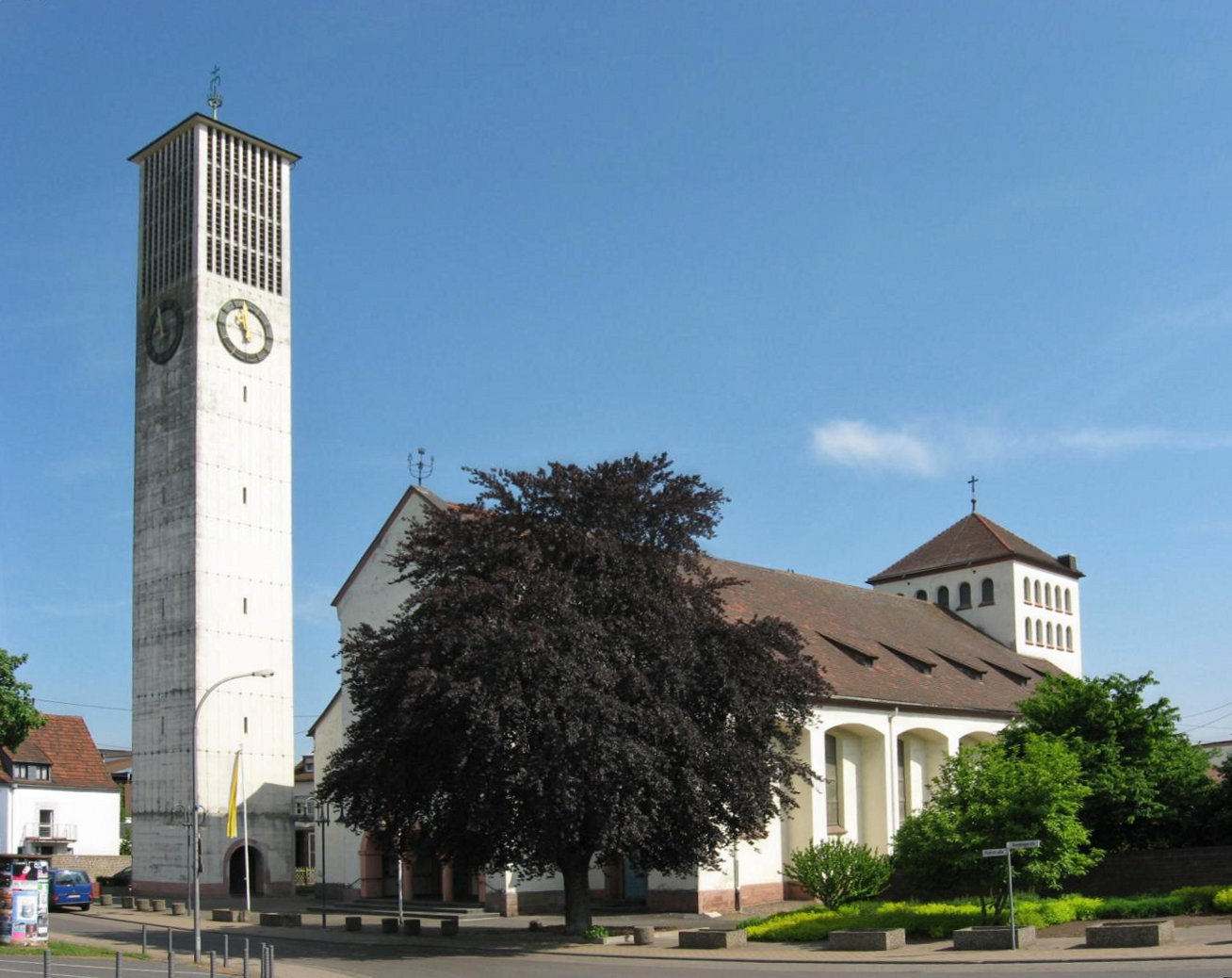
Fraulautern, Kirche Heiligste Dreifaltigkeit

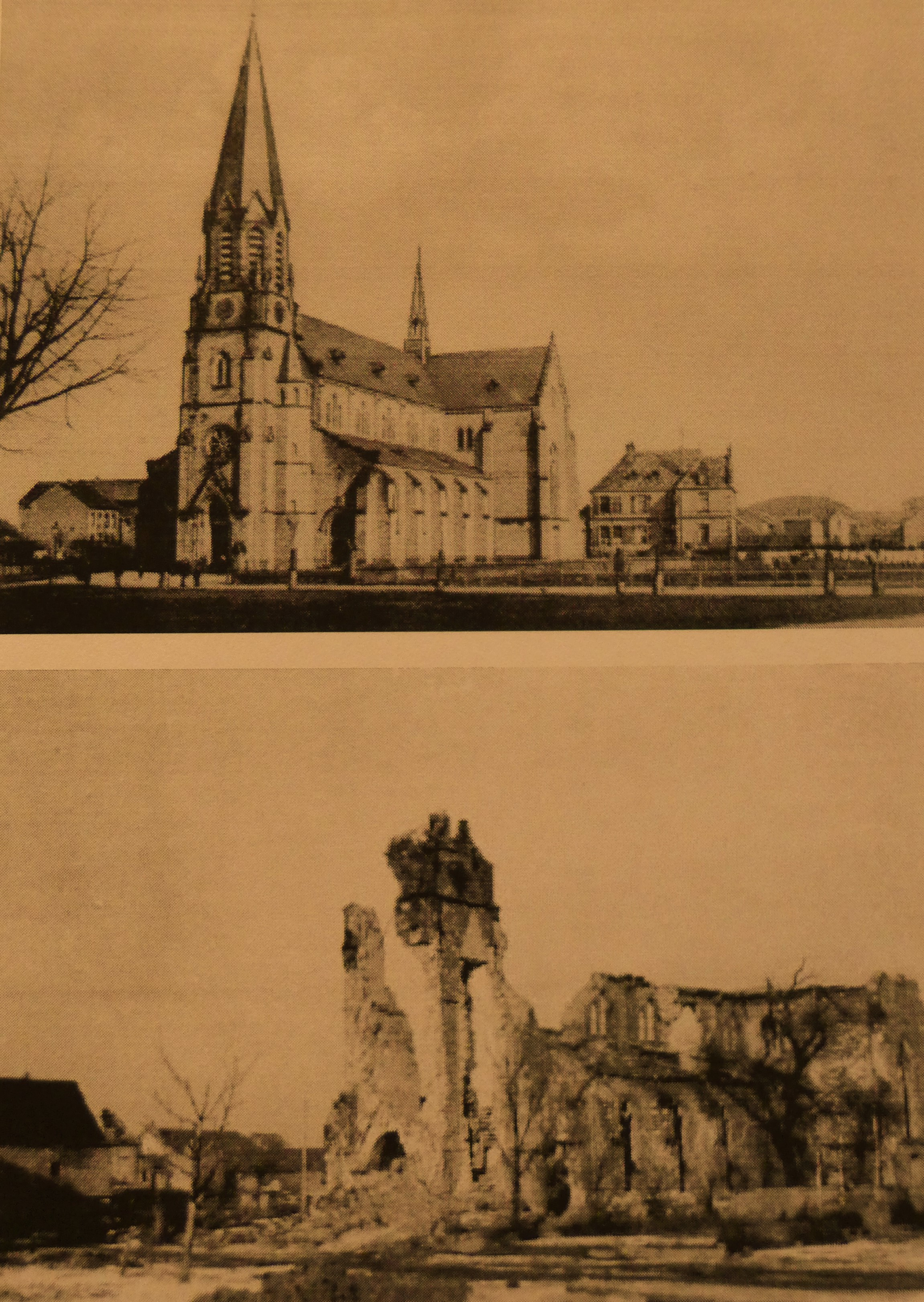
Fraulautern, Heiligste Dreifaltigkeit, Neogotische Kirche von Wilhelm Hector vor und nach dem Beschuss im Zweiten Weltkrieg

Die Kirche Heiligste Dreifaltigkeit (auch Dreifaltigkeitskirche) ist eine römisch-katholische Kirche im Stadtteil Fraulautern der Stadt Saarlouis. Sie wurde nach Sprengung der Ruinen der im Zweiten Weltkrieg fast völlig zerstörten neogotischen Vorgängerkirche in den Jahren 1949 bis 1954 erbaut.
Die Dreifaltigkeitskirche gehörte seit 2011 zur neu gegründeten Pfarrgemeinschaft rechts der Saar. Die Pfarreiengemeinschaft bestand gebietsmäßig aus den Saarlouiser Stadtteilen Fraulautern, Fraulautern-Kreuzberg, Roden und Steinrausch mit ihren Kirchen Heiligste Dreifaltigkeit (Fraulautern), St. Josef (Fraulautern-Kreuzberg), Mariä Himmelfahrt (Roden),  Christkönig (Roden) und St. Johannes (Steinrausch). Die Pfarreiengemeinschaft war dem Bistum Trier zugeordnet und gründete zum 1. Januar 2023 die Pfarrei Heilige Familie. Das Patroziniumsfest der Fraulauterner Dreifaltigkeitskirche ist das Hochfest der Allerheiligsten Dreifaltigkeit, das am ersten Sonntag nach Pfingsten begangen wird.
Die Dreifaltigkeitskirche wurde nach Gründung der neuen Pfarrei 2023 zur Pfarrkirche erhoben und ist somit Mutterkirche der Orte Fraulautern, Roden und Steinrausch.

## Geschichte

### Ersterwähnung und Klostergründung

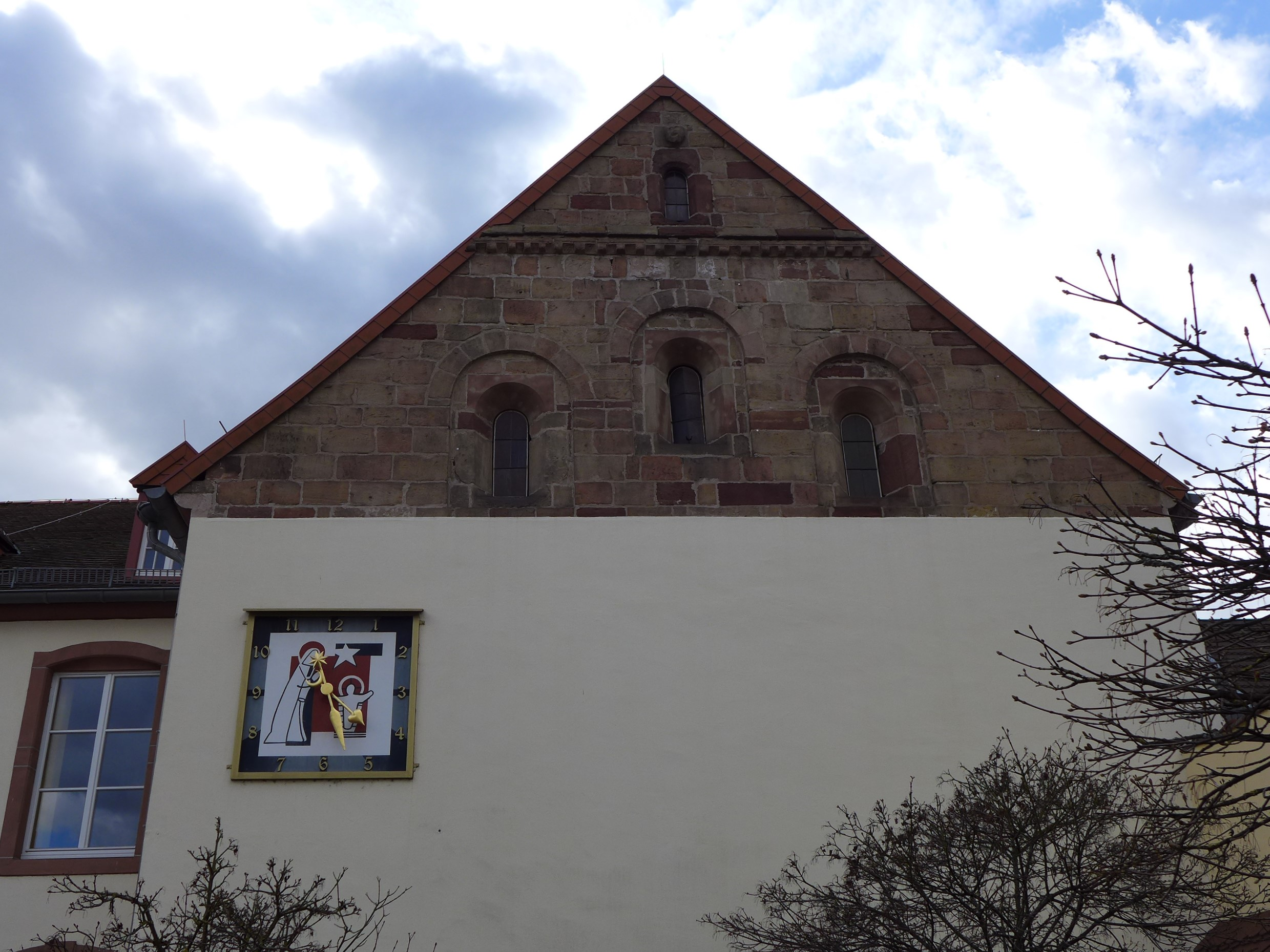
Fraulautern; noch bestehender romanischer Innengiebel der abgetragenen Klosterkirche; heute Außengiebel der Grundschule mit moderner Schuluhr, die im Zifferblatt die Jungfrau Maria mit dem neugeborenen Jesuskind zeigt

Der Ort Fraulautern wurde erstmals in einer Urkunde des Trierer Erzbischofs Ruotbertus (931–956) erwähnt. Hier wird von einer „ecclesia parochialis“ (Pfarrkirche) gesprochen, die wie andere Pfarreien der Umgebung verpflichtet wurde, alljährlich eine Wallfahrt nach Mettlach zur Grabeskirche des heiligen Liutwin im heutigen Alten Turm der Abtei Mettlach zu unternehmen. Die ursprüngliche Urkunde des Bischofs Ruotbertus liegt heute nur noch als Abschrift aus der Zeit des Erzbischofes Albero von Montreuil (12. Jahrhundert) vor und wird inhaltlich durch die Urkunde des Trierer Erzbischofes Theoderich II. von Wied (13. Jahrhundert) bestätigt.
Fraulautern selbst war jedoch schon früher besiedelt. Bei Ausgrabungen gefundene Grabbeigaben belegen eine Besiedelung in der späten Hallstattzeit. Im Jahr 1129 übergab der Adelige Adalbert, der auf dem Gut Tiefenbach im Nachbarort Ensdorf residierte, dem Trierer Erzbischof Meginher von Falmagne seine Besitzungen in Fraulautern, damit dieser Mönche aus der Abtei Mettlach veranlasse, im heutigen Ort Fraulautern eine Kirche und ein Kloster zu bauen.
Die Überlieferung erzählt, dass Adalbert auf der Jagd seinen kleinen Sohn verloren habe, der sich in den großen Waldungen der Umgebung verlaufen hatte. Da alles Suchen nach dem verlorenen Kind erfolglos blieb, machte der verzweifelte Adalbert das Gelübde, dass er an der Stelle, an der er seinen Sohn wieder finden würde, ein Kloster stiften würde. Als man nach zwei Jahren die Leiche des Kindes an der Mündung des Fraulauterner Baches in die Saar fand, erbaute dort der Adelige zur Ehre der Heiligsten Dreifaltigkeit und zur Erinnerung an sein totes Kind eine erste Kapelle, die zur Keimzelle des späteren Klosters Fraulautern wurde. Belegt ist diese Überlieferung in einer Urkunde des Trierer Erzbischofs Hillin von Falmagne aus dem Jahr 1154.
Da die Abtei Mettlach aber zögerte, sich mit einer Filialgründung im heutigen Fraulautern niederzulassen, erwarb Adelbert für 15 Pfund seine Stiftung zurück und schenkte sie dem Trierer Erzbischof Albero von Montreuil, der um das Jahr 1142 in Fraulautern ein Augustiner-Kloster installierte. Erzbischof Hillin von Falmagne setzte im Jahr 1154 ein adeliges Ordenskapitel ein, das am 23. Januar 1155 durch den aus England stammenden Papst Hadrian IV. bestätigt wurde. Der Schutz des Fraulauterner Klosters wurde im Jahr 1249 durch Papst Innozenz IV., im Jahr 1334 durch Papst Johannes XXII., im Jahr 1342 durch Papst Clemens VI. sowie im Jahr 1354 durch Papst Innozenz VI. bestätigt.
Um das Jahr 1160 wurde dann die Abtei Fraulautern mit Augustiner-Nonnen besetzt. Das Kloster mit dem Patrozinium der Heiligsten Dreifaltigkeit befand sich am Platze der heutigen Grundschule „Im alten Kloster“. Zu dieser Zeit lebten sowohl Mönche als auch Nonnen in einem Doppelkloster in Fraulautern. Der gebildete Zisterziensermönch und Novizenmeister im Zisterzienserkloster Heisterbach bei Königswinter, Caesarius von Heisterbach, berichtet über das Frauenkloster Fraulautern, dass nur Mädchen unter sieben Jahren aufgenommen worden wären. Der Frauenkonvent war ein adeliges Damenstift. Das aus dem Jahr 1225 stammende erste Konventssiegel des Klosters zeigt das Symbol der „Heiligsten Dreifaltigkeit“, unter deren Patrozinium das Kloster stand.

### Erste Pfarrkirche

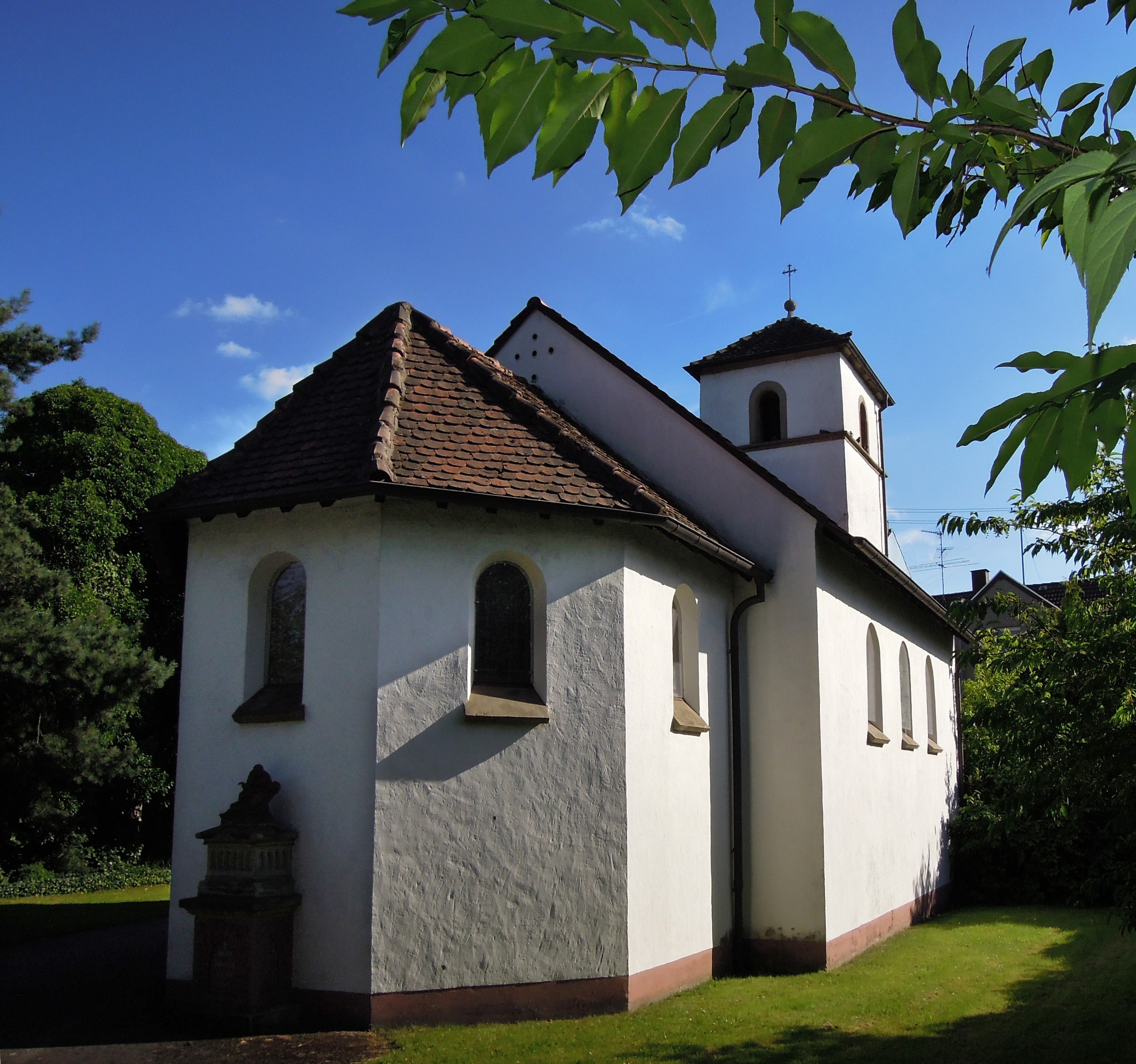
Fraulautern, Alte Pfarrkirche „Heiligste Dreifaltigkeit“ aus dem 16. Jahrhundert, heute Friedhofskapelle St. Apollonia
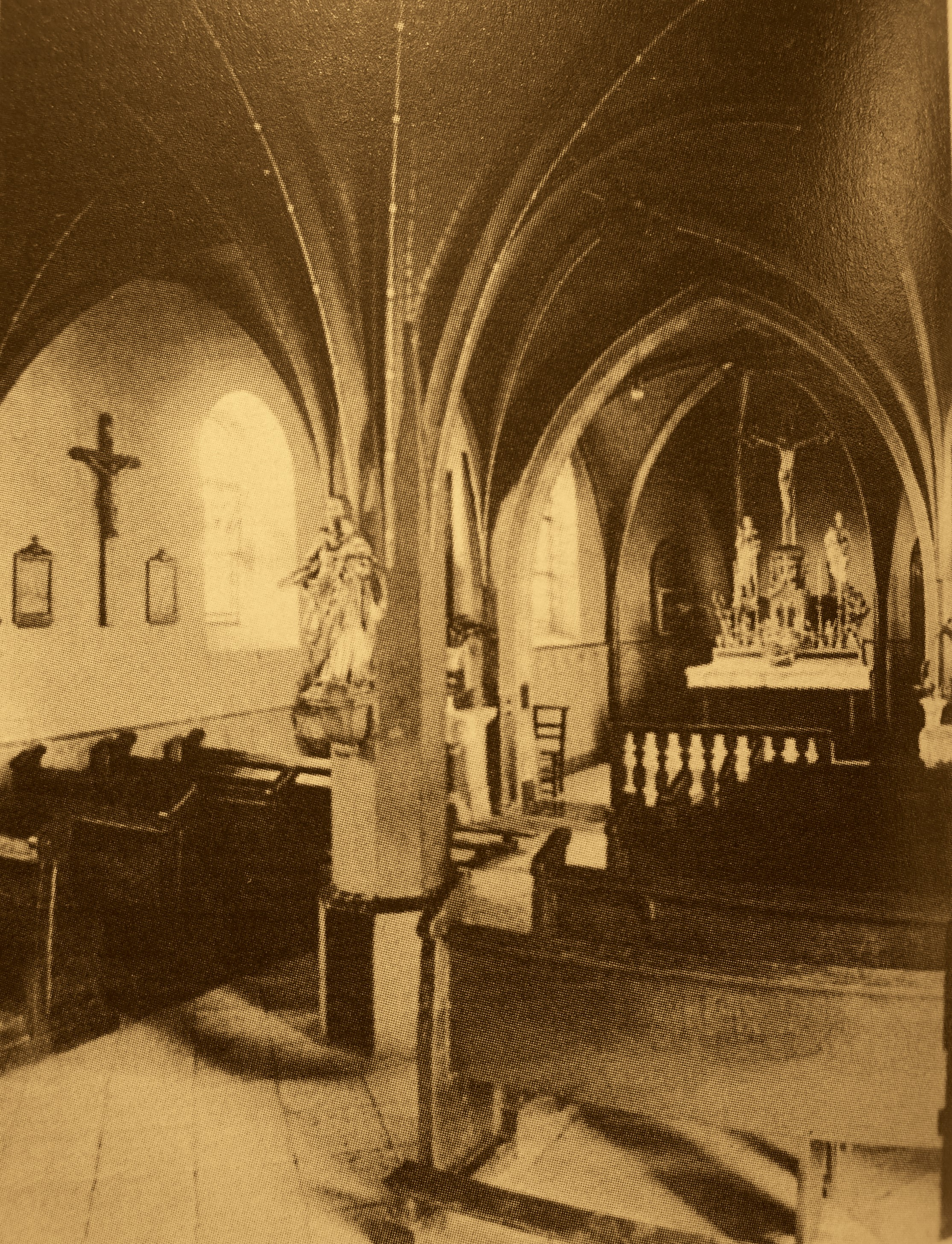
Fraulautern, St. Apollonia-Kapelle, Inneres mit oktogonalem Mittelpfeiler und spätgotischem Gewölbe im Vorkriegszustand
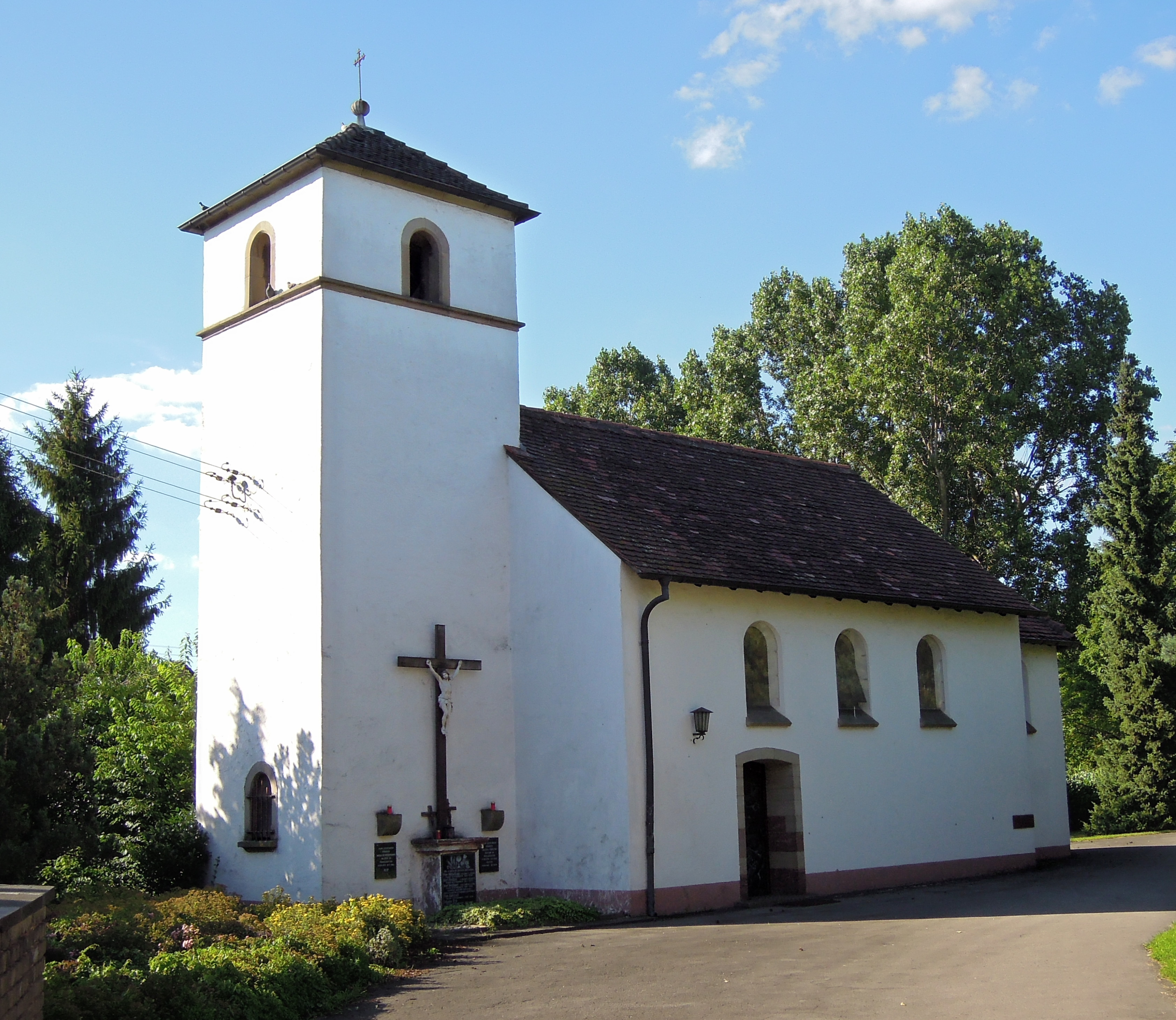
Fraulautern, St. Apollonia-Kapelle mit romanischem Turm nach dem Wiederaufbau
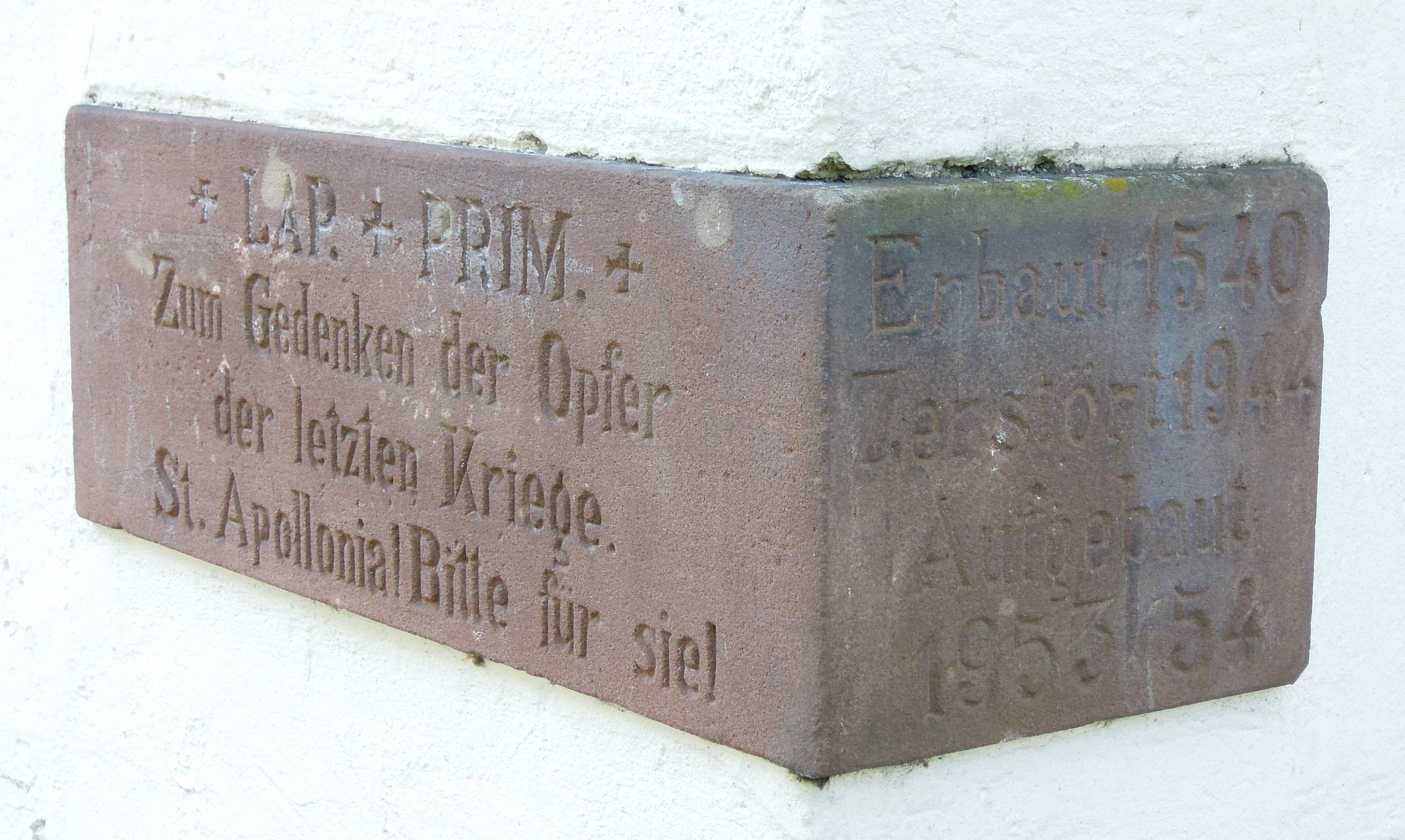
Fraulautern, St. Apollonia-Kapelle, Gedenkstein des Wiederaufbaues in den Jahren 1953/1954
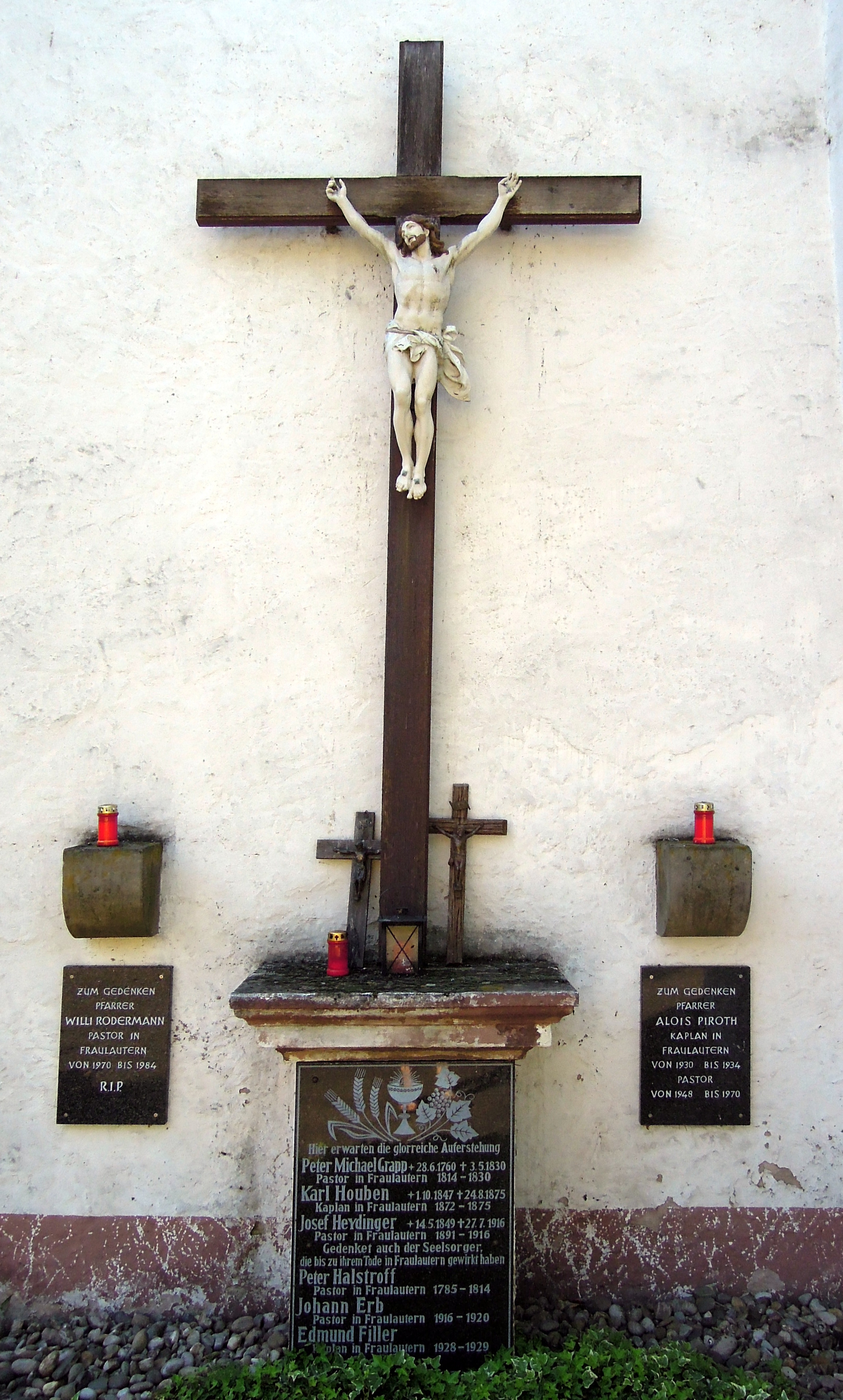
Fraulautern, St. Apollonia-Kapelle, Gedenkstätte für die Seelsorger Fraulauterns

Für die bäuerliche Bevölkerung des Dorfes Fraulautern wurde im Jahr 1540 anstelle eines früheren romanischen Sakralbaues die heute als Friedhofskapelle in der Lebacher Straße genutzte St. Apollonia-Kirche als Pfarrkirche im spätgotischen Stil neu erbaut und konsekriert. Bei dem Bau des Jahres 1540 blieb der alte romanische Turm bis heute erhalten. Diese Fraulauterner Pfarrkirche, die ursprünglich wie die Klosterkirche das Patrozinium der Heiligsten Dreifaltigkeit trug, wurde vermutlich durch Äbtissin Apollonia von Gressnich (Amtszeit: 1587–1598) zu Ehren ihrer Namenspatronin, der frühchristlichen Jungfrau und Märtyrerin Apollonia von Alexandria umgewidmet. Das Patroziniumsfest der Fraulauterner Kapelle ist der Gedenktag der Heiligen am 9. Februar. Die Kirche war pfarrverwaltungsmäßig mit Wallerfangen zusammen mit St. Barbara und Niederlimberg sowie später mit Beaumarais verbunden. Die Gemarkung trug zur Unterscheidung zum Klosterareal die Bezeichnung „Kirchhofen“. Bis zum Jahr 1814, als man die Fraulauterner Klosterkirche zur Pfarrkirche umwidmete, war St. Apollonia die Pfarrkirche Fraulauterns. Nach schweren Zerstörungen während des Beschusses durch die US-Armee in den Jahren 1944 bis 1945 wurde die St. Apollonia-Kirche unter der Amtszeit des Fraulauterner Pfarrers Josef Gilles (1921 bis 1948) gesichert und unter der Amtszeit des Pfarrers Alois Pyroth (1948 bis 1970) in den Jahren 1953 bis 1954 wieder aufgebaut. Die frühere spätgotische Spitzbogenwölbung des 16. Jahrhunderts wurde dabei durch eine einfache flache Holzdecke ersetzt.

### Barocke Klosterkirche wird Pfarrkirche

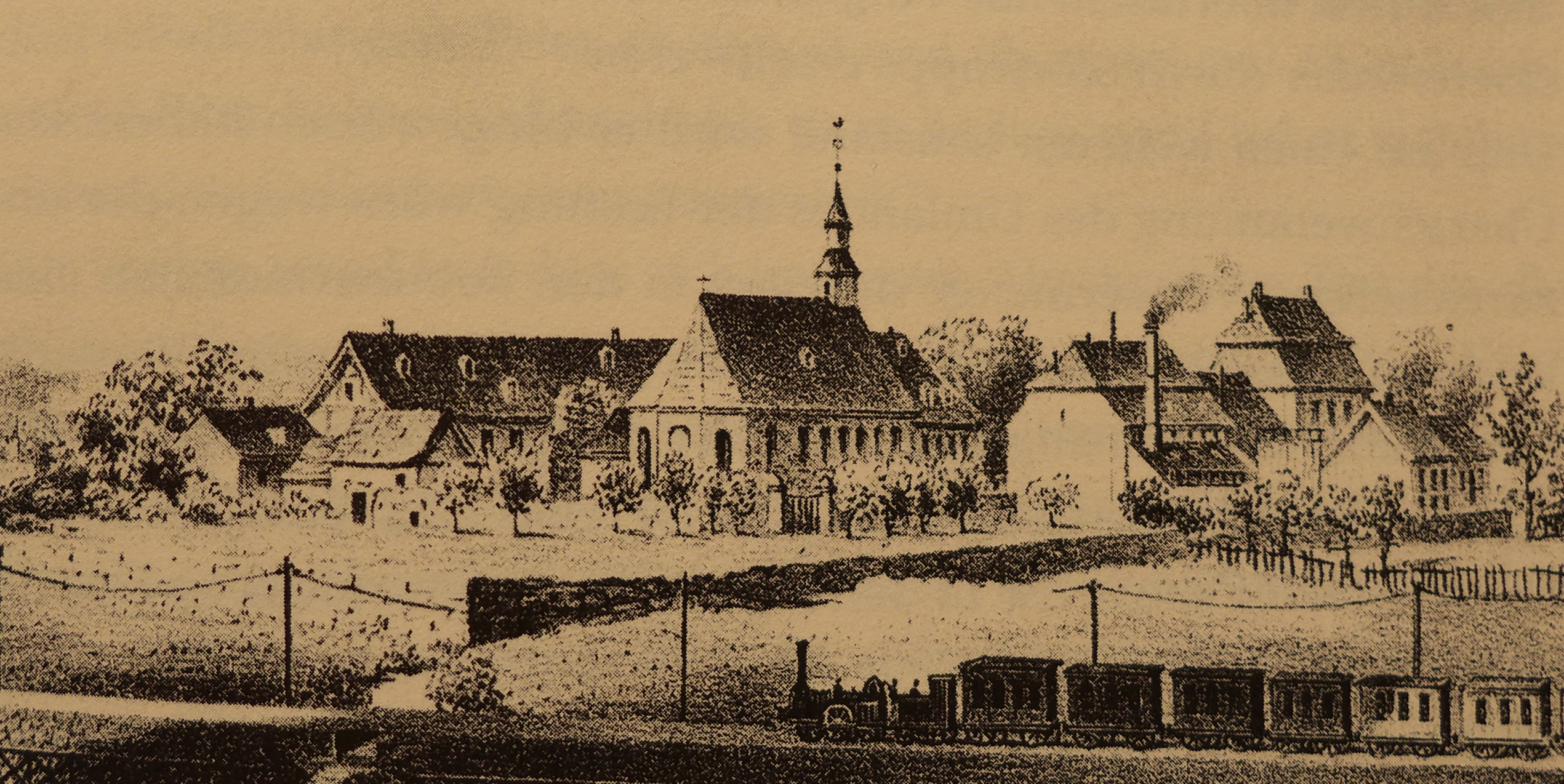
Abtei Fraulautern, Stich um 1865, im Vordergrund die neue Eisenbahnlinie, links die Klostermühle, in der Mitte die barocke Klosterkirche, rechts der Torbau

Im Jahr 1739 wurde auf Veranlassung der damaligen Äbtissin Marie-Therèse Freifrau von Saintignon (Amtszeit: 1730–1757) mit dem Bau der barocken Klosterkirche begonnen. Sie entstand an der gleichen Stelle der in den Wirren des 17. Jahrhunderts schwer beschädigten alten Klosterkirche. Die neue Kirche besaß drei Altäre, drei Glocken, drei Kelche und eine Silber-Monstranz. Im Jahr 1787 hatte man ein geschnitztes Chorgestühl anfertigen lassen.
Mit der Flucht der Nonnen am 23. Februar 1791 vor den Truppen der Französischen Revolution und der anschließenden Aufhebung des Klosters endete die jahrhundertelange Klostertradition Fraulauterns. Die umfangreichen Fraulauterner Klostergüter wurden von der französischen Nation beschlagnahmt und zweckentfremdet. Das gesamte Klosteranwesen mit Klostergebäuden, Grundstücken, Steinbrüchen, Mühle, Scheunen, Stallungen, Orangerie, Weiher, Obstanlagen u. a. m. wurde am 1. September 1796 (15. Fructidor des Jahres IV) öffentlich versteigert. Käufer war der Händler Andreas Rouply aus Oberlimberg und dessen Ehefrau Margarethe Fourmann, die insgesamt 24.000 Franken für den Klosterbesitz bezahlten und anschließend einzelne Güter Stück für Stück weiterverkauften. In den ehemaligen Klostergebäuden wurde im Jahr 1817 eine Gerberei eingerichtet. Im Folgejahr 1818 kam eine militärische Kochanstalt, im Jahr 1823 eine Bierbrauerei und später Stallungen, die Pfarrwohnung, eine Gemeindehaus, die Schule, Wohnungen und eine Blechwarenfabrik hinzu. Andreas Rouply veräußerte zu großen Teilen das wertvolle Kircheninventar. Die aufwändige barocke Kirchenvertäfelung des Kirchengestühls aus dem Jahr 1787 und die Gemälde der vier Evangelisten befinden sich heute im Schloss Villeroy de Galhau in Wallerfangen.
Im Jahre 1814 wurde dann die ehemalige Klosterkirche zur Pfarrkirche bestimmt, obgleich sich zum damaligen Zeitpunkt noch sämtliche Klostergebäude im Privatbesitz befanden. Erst am 5. Februar 1818 verkauften der Eigentümer Andreas Rouply und dessen Söhne Michael und Heinrich der damals selbständigen Gemeinde Fraulautern die ehemalige Klosterkirche für 10.000 Franken bzw. 2.520 Taler Preußisch-Courant. Die Gemeinde musste zur Erbringung des Kaufpreises jahrelang in öffentlichen Versteigerungen Bau- und Nutzholz aus den Gemeindewaldungen verkaufen.
Zusätzlich zum Kaufpreis musste die Gemeinde Fraulautern den Söhnen Michael und Heinrich Rouply die Zuerkennung des Gemeinderechtes gewähren und ihnen ein Kirchengestühl für sechs Personen in der Kirche bereitstellen. Die Klosterkirche diente dann 80 Jahre lang als Pfarrkirche. Die Familie Rouply versteigert ab dem Jahr 1820 auf ihrem Gut in Oberlimberg „bei verlöschendem Licht“ (Annahme von Angeboten bis eine Kerze abgebrannt war) Stück für Stück den weiteren Fraulauterner Klosterbesitz.

### Neubauplanungen

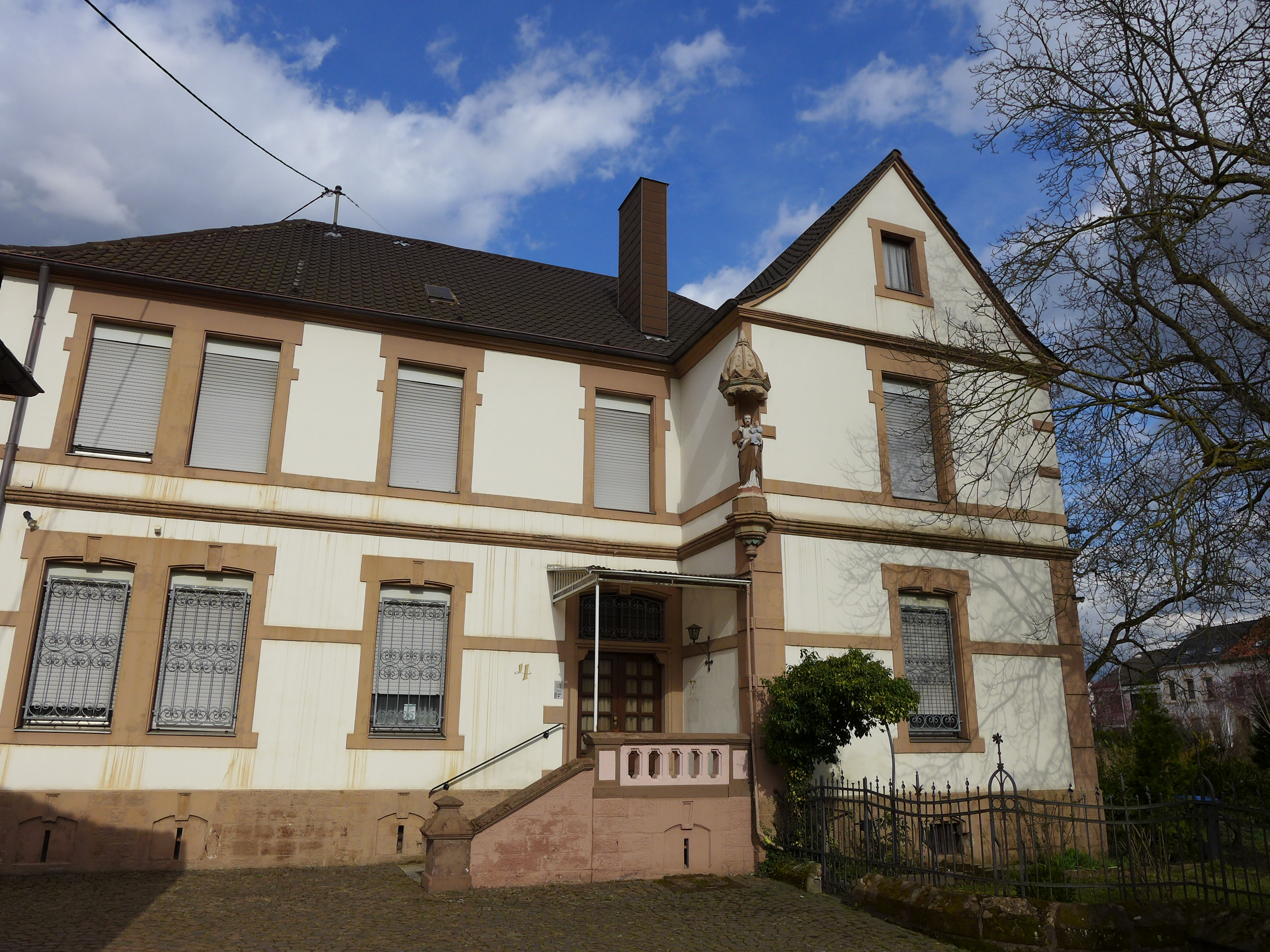
Fraulautern, Heiligste Dreifaltigkeit, Pfarrhaus mit Fassadenfigur des heiligen Josef mit dem Jesuskind

Mit dem stürmischen Wachstum des Dorfes Fraulautern in der Industrialisierung wurde die Klosterkirche für die Bevölkerung allmählich zu klein. Deshalb kam es im Jahr 1885 unter Pfarrer Rischar (bis 1891 in Fraulautern) zum Beschluss, ein neues Kirchengebäude zu errichten. Im März des Jahres 1886 erhielt der aus dem Nachbarort Roden stammende Architekt Wilhelm Hector den Auftrag zur Anfertigung eines Planes und Kostenvoranschlages zur Errichtung einer neuen Kirche für Fraulautern.
In der Amtszeit von Pfarrer Josef Heydinger (1891 bis 1916 in Fraulautern) beschloss man im Jahr 1892, dass die neue Kirche und das Pfarrhaus im Flurstück im „Oberen Wieschen“ in der Puhlstraße errichtet werden sollten. Als weitere Standorte waren ein Platz in der Saarbrücker Straße (beim Haus des Ackerers Schmitt-Lernen) und ein Gelände bei der alten St. Apollonia-Kirche auf dem Friedhof im Gespräch gewesen.

### Bau einer neogotischen Kirche

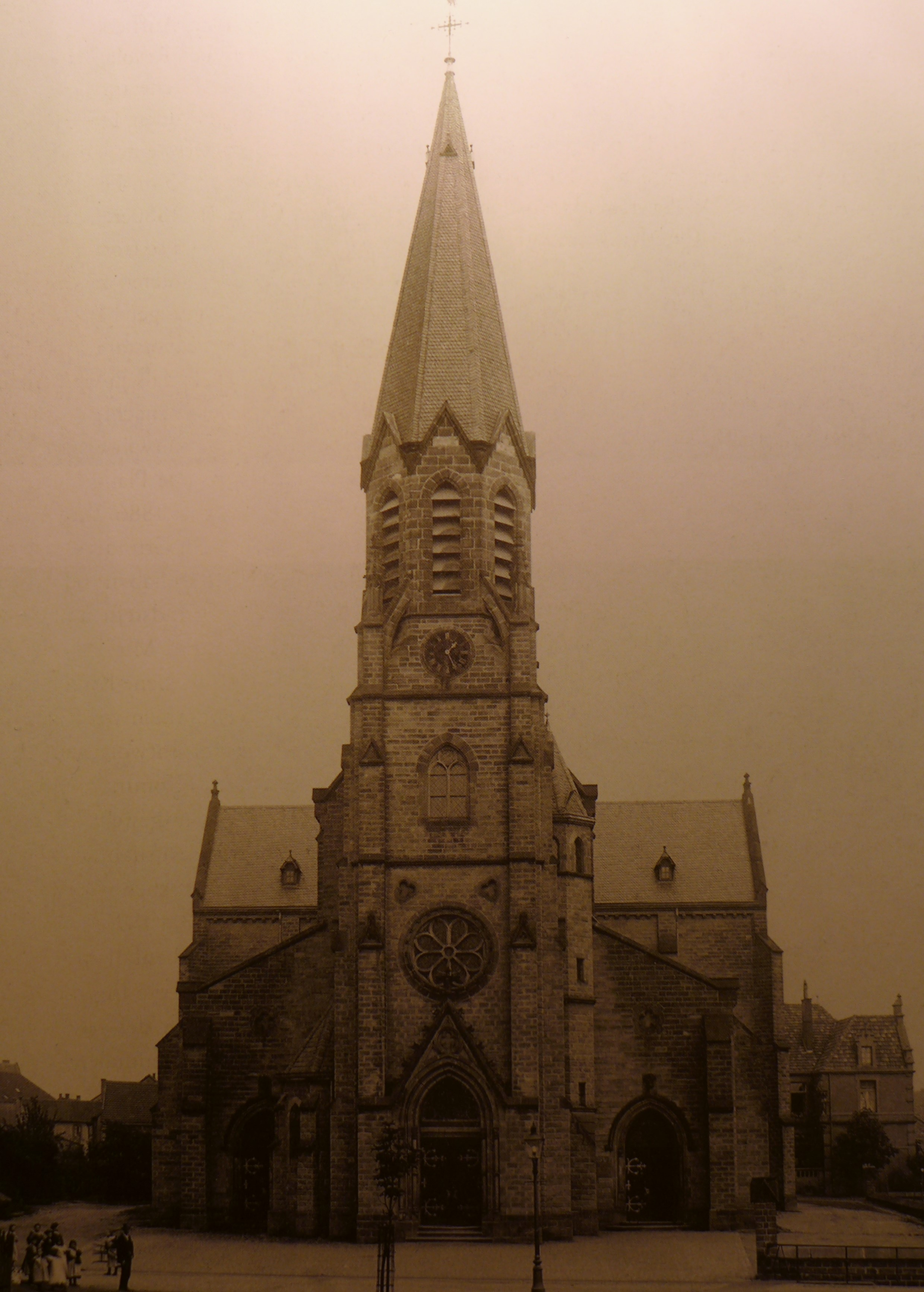
Turmfront der neogotischen Kirche im Jahr 1895
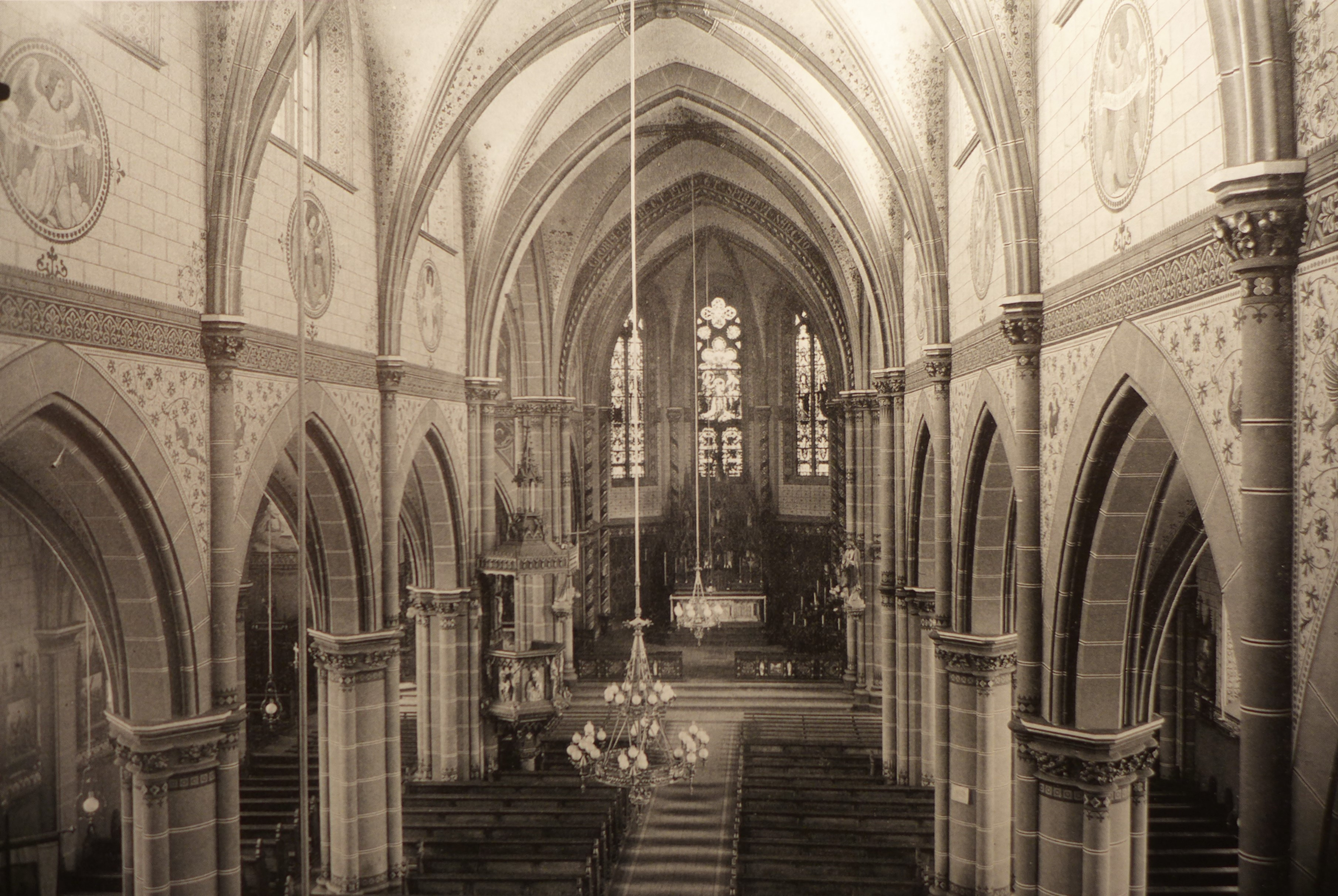
Inneres von der Empore aus mit Blick zur Apsis
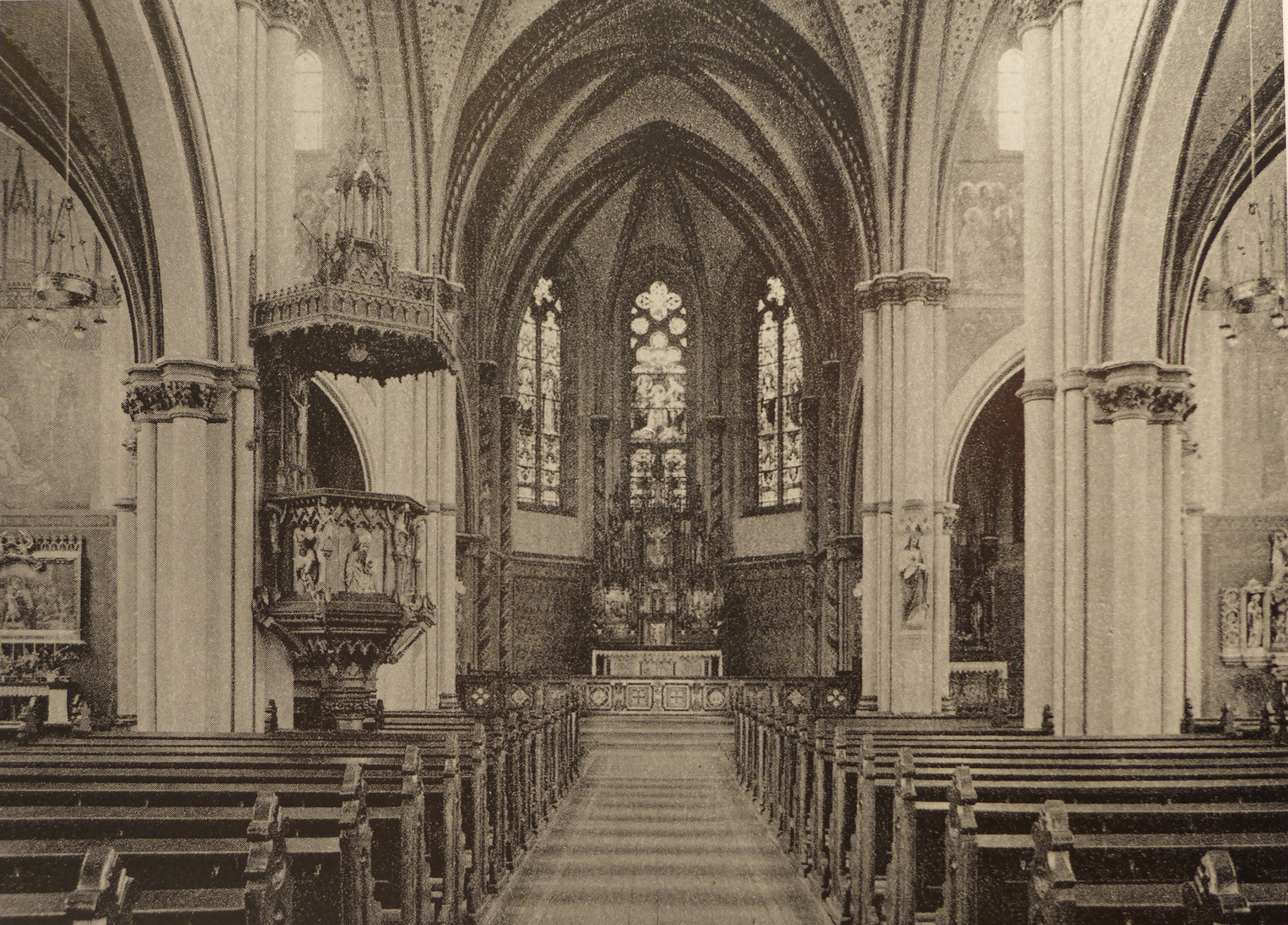
Inneres mit Blick zur Apsis

Am 20. August 1893 wurde der Grundstein zum neuen Gotteshaus feierlich gelegt und am 2. Juni 1895 nahm unter großer Anteilnahme der Bevölkerung Dechant Alexander Subtil (1846–1933) die Konsekration des wuchtigen neogotischen Bauwerks vor. Von der alten Klosterkirche zog eine große Prozession durch den festlich geschmückten Ort zur neuen Pfarrkirche.

Inneres der barocken Klosterkirche vor dem Abriss
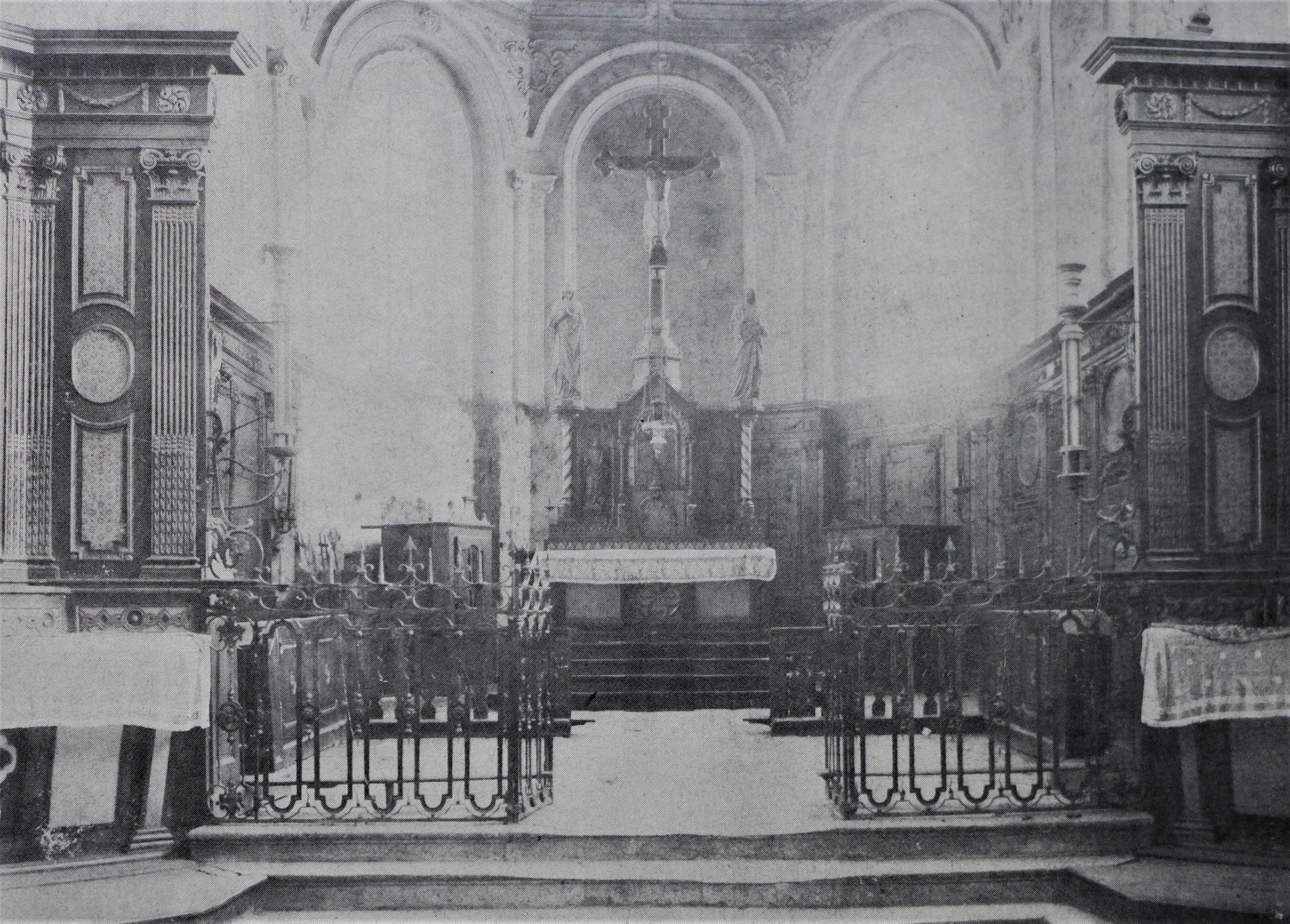
Blick in den Altarraum der barocken Klosterkirche vor dem Abriss 1897
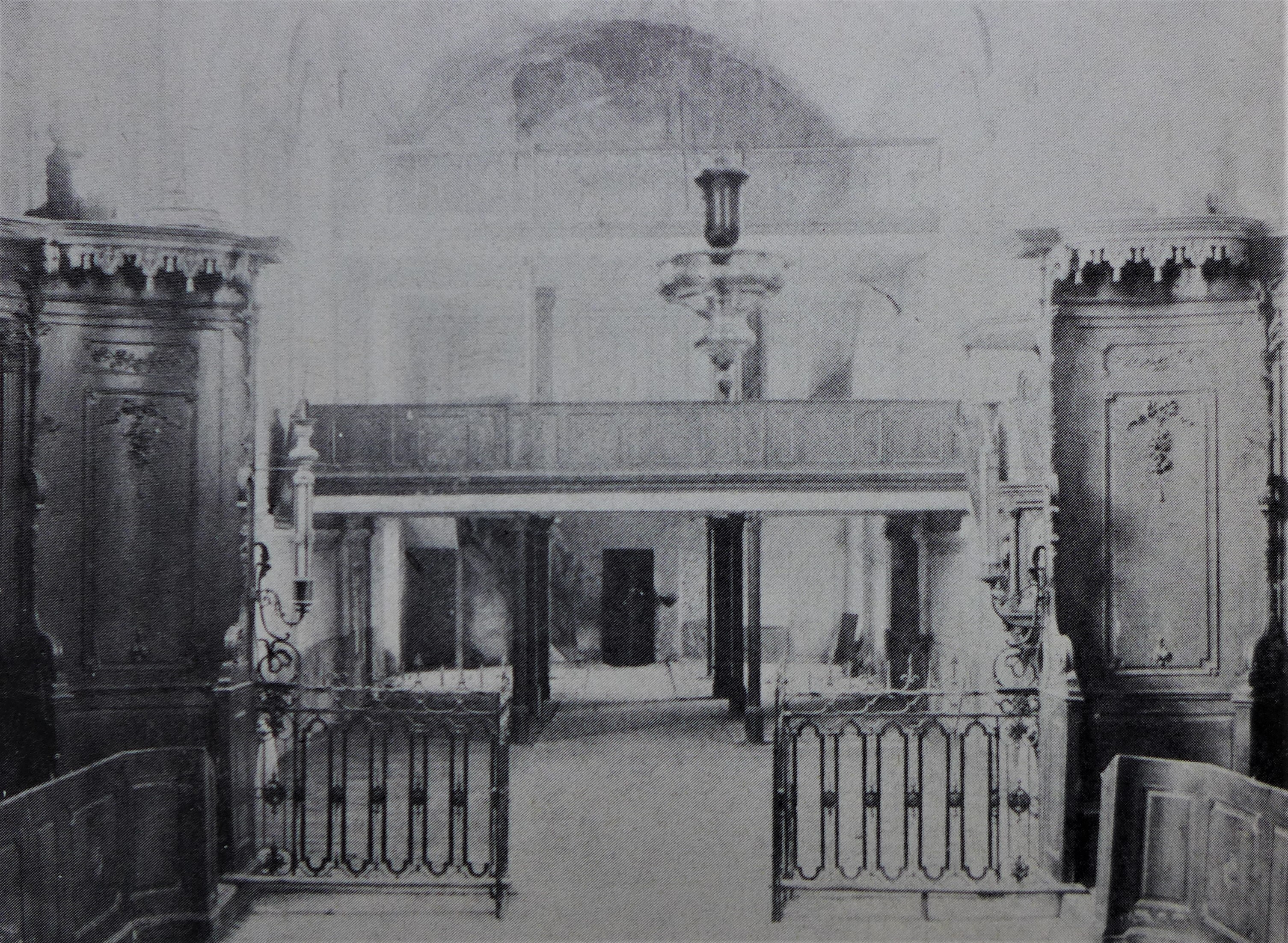
Blick zur Empore der barocken Klosterkirche vor dem Abriss 1897
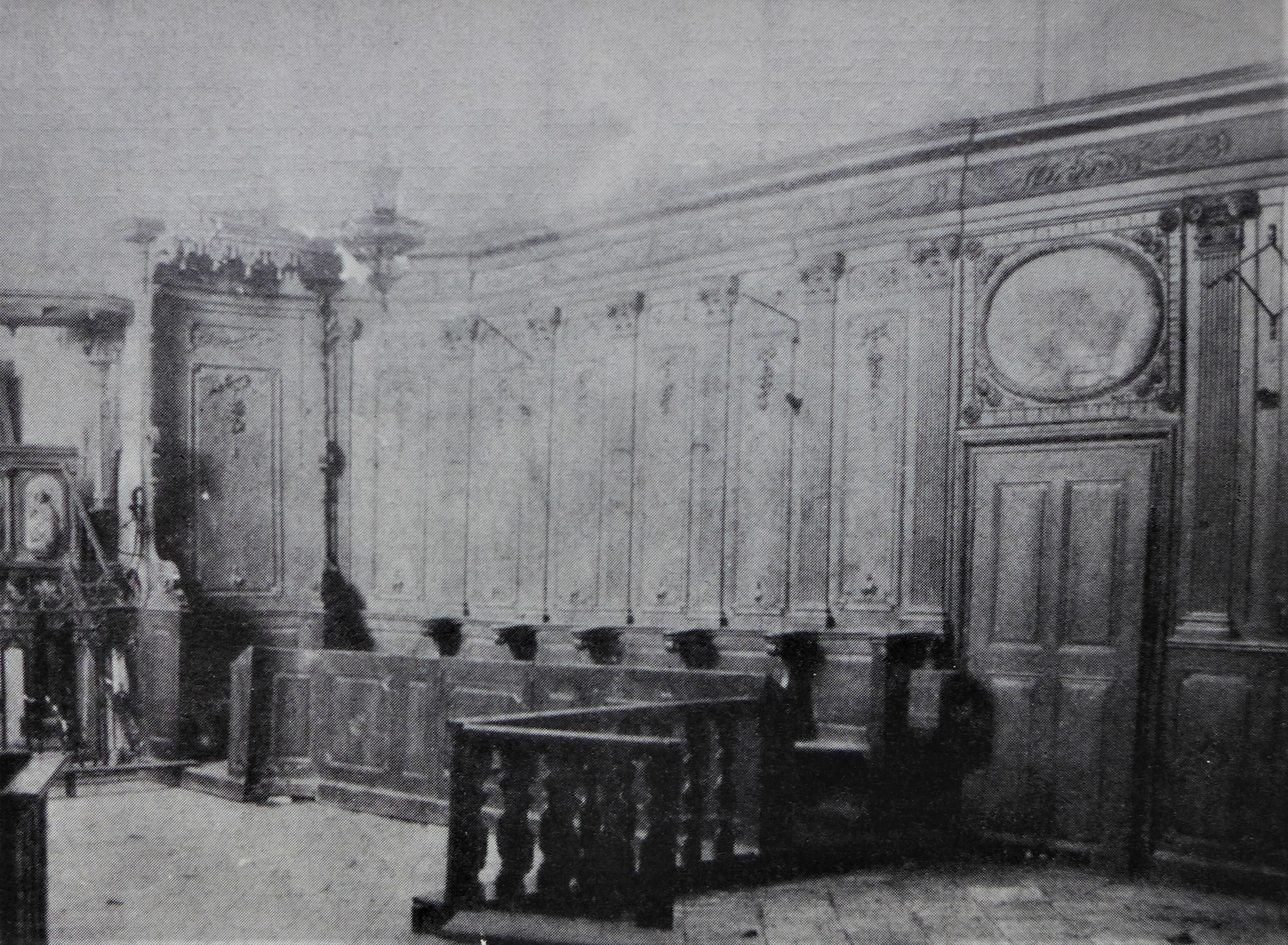
Blick zum Chorgestühl der barocken Klosterkirche vor dem Abriss 1897

Mit dem 21. Februar 1897 begannen die Abrissarbeiten an der barocken Klosterkirche. Im Jahr 1926 konnte man unter großen Mühen die neogotische Ausstattung der neuen Kirche vollenden und eine Orgel installieren.

### Zerstörung der neogotischen Kirche
Bei einem Bombenangriff in der Nacht vom 1. auf den 2. September 1942 wurde ein großer Teil des Ortes zerstört und 30 Einwohner von Fraulautern getötet. Die Kirche Heiligste Dreifaltigkeit erlitt Schäden an der Dachdeckung und durch die Druckwellen der Explosionen zerbarsten alle Fenster. Am 1. Dezember 1944 wurde bei einem verheerenden Bombenangriff das Mittelschiff der Kirche schwerstens beschädigt. In den letzten Monaten des Krieges war die Kirche, wie auch der gesamte Ort, Ziel nahezu unaufhörlicher Granateinschläge und Bombentreffer durch die US-Artillerie auf der anderen Saarseite. Ebenso wurden die alte St. Apollonia-Kirche und das Klostergebäude zerstört. Der Zerstörungsgrad der Stadtgemeinde Saarlouis lag insgesamt bei 61 Prozent. Von den 1650 Gebäuden Fraulauterns waren nach dem Beschuss noch 337 erhalten, was einer Zerstörung von 80 Prozent entspricht.
Als die weitgehend geflohene Bevölkerung Fraulauterns zu Pfingsten 1945 in den verwüsteten Ort zurückkehrte, konnte man Sonntagsmessen nur in zwei kleinen Räumen in den Trümmern des Hotels zur Post abhalten. Im Juni 1945 begann man unter Pfarrer Gilles mit dem Bau einer Notkirche mit den Ausmaßen 40 m × 8 m als Stahlkonstruktion mit Bimssteinplatten im Pfarrhausgarten entlang der Heydingerstraße. Die erste Heilige Messe in dem provisorischen Sakralbau fand am Palmsonntag des Jahres 1946 statt. Der Wiederaufbau des Abteigebäudes geschah in den Jahren 1949/1950 unter dem aus Wallerfangen stammenden Saarlouiser Stadtbaurat Peter Focht (1907–1987).

### Wiederaufbau und Filialgründung
Am 12. Oktober 1947 wurde aus Mitgliedern des neugewählten Kirchenvorstandes ein Bauausschuss gebildet, der zunächst plante, das zerstörte neogotische Kirchengebäude nach den alten Plänen Wilhelm Hectors wiederaufzubauen. Nach der Räumung der Trümmer zeigte sich aber, dass ein stilgerechter neogotischer Wiederaufbau in einer Zeit wirtschaftlicher Not große Schwierigkeiten bereiten würde. Nachdem am 28. Oktober 1948 Pastor Josef Gilles wenige Stunden vor dem Zusammentreten der 9. Sitzung des Bauausschusses plötzlich verstorben war, musste sein Nachfolger Pastor Alois Piroth nach Antritt der Pfarrstelle am 18. November 1948 die begonnene Aufgabe weiterführen. Am 23. Januar 1949 wurde der Saarwellinger Architektengemeinschaft Heinrich Latz und Toni Laub der Auftrag erteilt, mit sparsamsten Mitteln eine neue Kirche auf den Fundamenten des Hectorschen Sakralbaues zu entwerfen. Nach Sprengung der Ruinen wurde bereits am 9. Oktober 1949 in einer feierlichen Zeremonie der Grundstein zum Bau einer neuen Pfarrkirche auf den Fundamenten der im Krieg zerstörten neogotischen Pfarrkirche von 1895 gelegt. Benutzt werden konnten immerhin die wegen des sumpfigen Untergrundes im Jahre 1895 bis in 4 m Tiefe gegründeten Fundamente des Hectorschen Vorgängerbaues. Die Bauarbeiten waren von der „Arbeitsgemeinschaft Fraulauterner Unternehmer“ unter Baumeister Johann Leick bereits im August 1949 begonnen worden.
Am 10. September 1950 fand die erste Heilige Messe in der überfüllten Kirche statt, die noch im Rohbau stand und keinen Fußbodenbelag hatte. Erst im Jahr 1954 konnte man den Glockenturm mit seinem Bronze-Geläut erstellen und im Jahr 1959 wurde die neue Orgel installiert. Die Nachkriegsorgel, die von der Orgelbauanstalt Hugo Mayer aus Heusweiler erbaut wurde, hatte insgesamt 3046 Pfeifen, davon 180 Holzpfeifen, 324 Zinkpfeifen und 2542 Zinnpfeifen. Die Orgelweihe konnte in festlichem Rahmen am Palmsonntag, dem 22. März 1959, begangen werden.
Im Jahr 1961 wurde als Tochtergründung der Fraulauterner Pfarrkirche Heiligste Dreifaltigkeit die Pfarrgemeinde St. Josef (Kirchengebäude durch den Architekten Toni Laub aus Saarwellingen) errichtet.
Am 16. November 1960 wurde die Dreifaltigkeitskirche in Fraulautern durch den Trierer Weihbischof Bernhard Stein konsekriert. Am 1. Mai 1963 wurde die Tochtergründung St. Josef durch den Trierer Bischof Matthias Wehr geweiht.

### Umbaumaßnahmen
Im Gefolge der Reformen des Zweiten Vatikanischen Konzils wurde der Kirchenraum und die Fenster der Dreifaltigkeitskirche in den Jahren 1979 bis 1980 durch den aus Polch stammenden Architekten und Trierer Dombaumeisters Karl Peter Böhr (* 1925) neu gestaltet. Der Hochaltar wurde im Rahmen der Reformen durch einen Volksaltar ersetzt und weiter in Richtung Mitte der Kirche versetzt. Dadurch entstand ein Chorraum hinter der Altarinsel. Die viereckige Kuppel über dem alten Altarraum wurde durch eine helle Holzdecke vom Kircheninneren abgeschlossen. Der Bereich darüber ist heute ungenutzt und nur von außen als Turm im hinteren Teil des Kirchengebäudes sichtbar.
Im Jahr 1981 kam es zur Bildung der Pfarreiengemeinschaft Hl. Dreifaltigkeit und St. Josef Saarlouis-Fraulautern als Seelsorgeeinheit mit einem Pfarrer. Zum Zweck der Errichtung einer neuen Orgel wurde am 21. April 1987 der Orgelbauförderverein Saarlouis-Fraulautern e. V. gegründet, der sein Ziel mit der Einweihung der neuen Orgel am 14. Oktober 2001 erreichte.
Aus Anlass des 100-jährigen Bestehens der Dreifaltigkeitskirche feierte man im Jahr 1995 ein großes Pfarrfest.

## Architektur der neogotischen Kirche

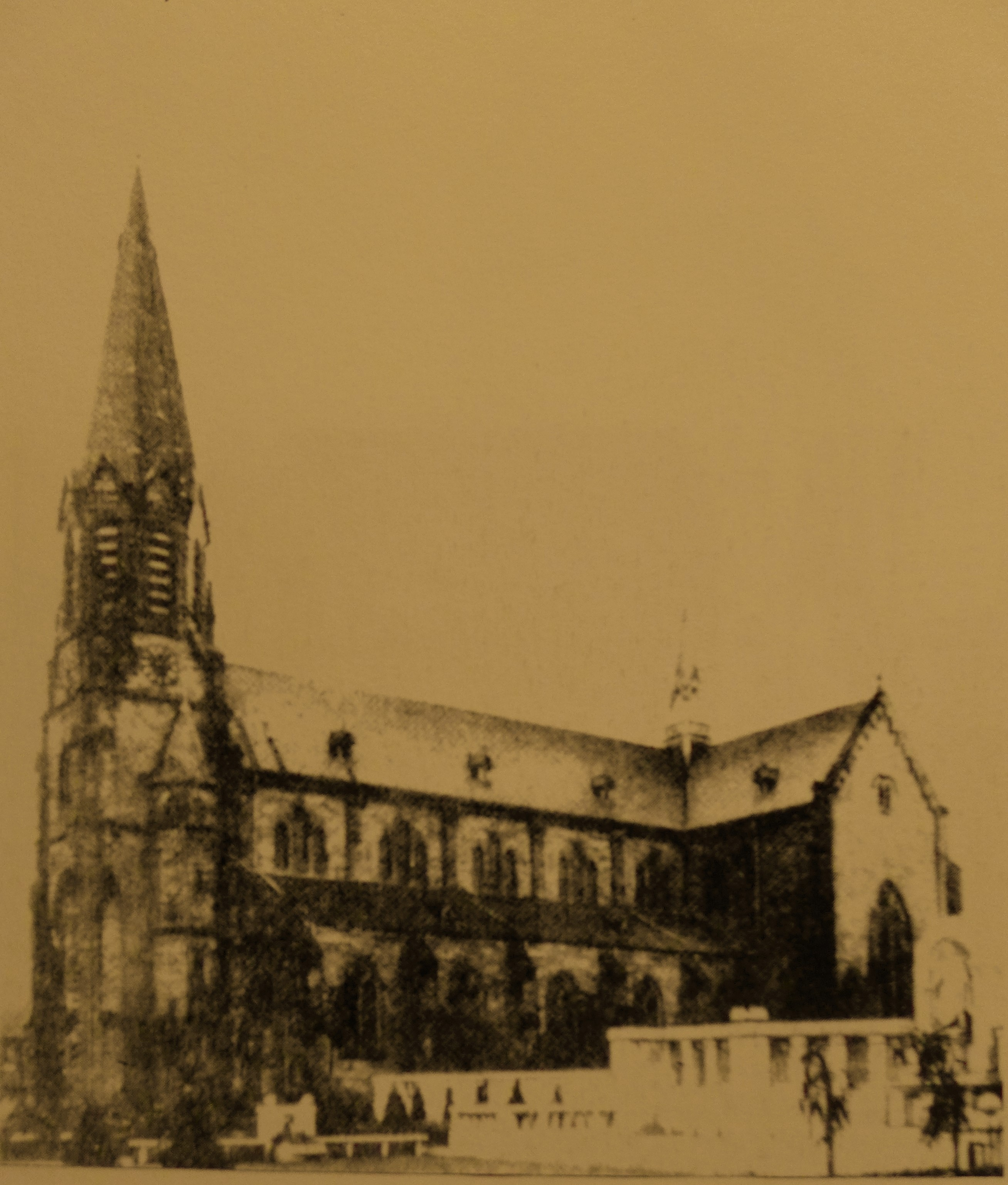
Neogotische Pfarrkirche Heiligste Dreifaltigkeit, erbaut im Jahr 1895 durch den aus Roden (Saar) stammenden Architekten Wilhelm Hector

### Äußeres
Der aus dem benachbarten Roden gebürtige Architekt Wilhelm Hector konzipierte die neue Rodener Pfarrkirche Mariä Himmelfahrt im Jahr 1895 als dreischiffige Basilika mit Querhaus und Fassadenturm im neogotischen Stil. Dabei überwog das Formenrepertoire der Frühgotik.
Die Außenhaut der Kirche war aus Werksteinen, wobei Wandflächen und Strebepfeiler in gelblichem Sandstein mit rauer Oberfläche gefertigt worden waren. Gesimse, Gewände und Strebepfeilerabdeckungen bestanden aus glatt behauenem rotem Sandstein. Die Maßwerke waren in gelbem Sandstein gefertigt. Die Dächer waren schiefergedeckt.
Der wuchtige, reich mit mehrfach gestuften Strebepfeilern gerahmte Kirchturm auf quadratischem Grundriss war in fünf Geschosse gegliedert, die durch Gesimse optisch voneinander getrennt waren. Die Turmecken waren in den unteren drei Geschossen durch je zwei Strebepfeiler, die in rechtem Winkel zueinander standen und geschossweise zurücksprangen, akzentuiert. An der linken Turmseite befand sich eine kleine, polygonale Apsiskapelle. Den drei unteren Turmgeschossen war an der rechten Seite ein Treppentürmchen mit Kegeldachdeckung angebaut.
Die zentrale Eingangspforte im Turm war als wimpergbekröntes Stufenportal mit maßwerkfenstergeschmücktem Tympanon gestaltet. Direkt darüber öffnete sich der Turm in einer achtspeichigen Maßwerkrose. Zwei Blenddreipässe schmückten die Mauerfläche bis zum abschließenden Geschossgesims. Dieses darüberliegende Gesims nahm die Traufhöhe des Langhauses, des Querhauses sowie der Apsis auf.
Weiter oben folgten im dritten Turmgeschoss auf der Vorderseite und auf der linken Turmseite je ein zweibahniges Maßwerkfenster. Im niedrigen vierten Turmgeschoss – dem Turmuhrengeschoss – sprangen die Wandflächen leicht zurück. Die Strebepfeiler gipfelten hier in Fialtürmchen. Der Turmgrundriss ging hier ins Oktogon über. Kleine angedeutete Strebebögen leiteten von den Strebepfeilern an den Ecken ins oktogonale Glockengeschoss über. Alle acht Seiten des Glockengeschossen öffneten sich in Lanzettfenstern, die jeweils von einem Giebel überhöht waren. Darüber erhob sich ein hoher verschieferter achtseitiger Pyramidenhelm.
Das Langhaus schloss zur Eingangsseite mit einer Querschnittfassade, der an den äußeren Ecken rechtwinklig Strebepfeiler vorgesetzt waren. Die Dachschrägen der Seitenschiffe waren mit Steinplatten abgedeckt und schlossen an den Fassadenturm an. Die Fassaden der Seitenschiffe öffneten sich in jeweils einem spitzbogigen Portal mit Überfangprofil.
Die fünf Joche des Langhauses und die Ecken des Querhauses sowie die des Chores waren durch Stützpfeiler betont. Der Gliederung der Außenwand durch Strebepfeiler entsprach im Inneren die Jocheinteilung. Die Wände der Seitenschiffe öffneten sich in schlichten zweibahnigen Maßwerkfenstern. Die Strebepfeiler der Seitenschiffe sprangen in der Höhe des umlaufenden Sohlbankgesimses zurück, im obersten Bereich lagen sie der Wand nur noch in der Tiefe von Lisenen auf. Im Bereich des Obergadens war die Wand von gestaffelten Lanzettdrillingsfenstern nach dem Vorbild der Kathedrale von Salisbury durchbrochen. Auch hier im Obergaden der Fraulauterner Kirche war die Wand von Strebepfeilern gegliedert, die lisenenartig flach der Wandfläche vorlagen. Unterhalb der Traufe verlief im Obergaden ein Schmuckgesims. Die Seitenschiffe schlossen mit Pultdächern ab.
Das gerade schließende, giebelständige Querhaus trat an beiden Enden in einem strebepfeilerakzentuierten Flachschluss weit über die Maße der Seitenschiffe hinaus. Es hatte dieselbe Traufhöhe wie das Mittelschiff und öffnete sich auf beiden Seiten in einem großen dreibahnigen Maßwerkfenster. Unterhalb der Querhausfenster befanden sich jeweils zusätzliche gerade schließende Nebenportale. Die Giebelfelder des Querhauses wiesen gekoppelte Lanzettfensterchen mit einem gemeinsamen Überfangprofil auf. Die Giebelschrägen waren mit einem gestuften Mauerbalken betont und gipfelten in je einer Kreuzblume. Über der Vierung erhob sich ein offener Dachreiter auf quadratischem Grundriss.
Das Chorjoch war dreischiffig. Die mittlere Apsis wies einen 5/8-Schluss, Strebepfeiler an den Ecken sowie Maßwerkfenster auf. Die Seitenschiffe des Chorjoches schlossen in Polygonen, hatten an den Ecken diagonal angesetzte Strebepfeiler und waren mit Zeltdächern gedeckt. Die Sakristei befand sich rechts im Winkel zwischen Chorjoch und Hauptapsis.

### Inneres
Den querrechteckigen Kreuzrippengewölbe des Langhauses entsprachen in den Seitenschiffen annähernd quadratische Joche. Der Grundriss der Vierung war ein Quadrat. Der Grundriss des Mittelschiffchorjocheswar querrechteckig. Die jeweils zwei Joche des Querschiffes waren querrechteckig. Alle Joche – auch die quadratische Vierung – waren kreuzrippengewölbt. Das turmseitige Joch nahm die steinerne Orgelempore auf. Die Apsis wies ein sechsstrahliges Rippengewölbe auf, die Nebenapsiden ein fünfstrahliges. Das Gewölbe ruhte im Mittelschiff auf kantonierten Rundpfeilern mit reichen Blattwerkkapitellen. Diese Kapitelle waren im Mittelschiff von Gewölbediensten der Hochschiffwand durchschnitten.
Das Langhaus war durch fünf Joche strukturiert. Von den Pfeilern der Scheidarkaden stiegen an den Hochschiffwänden Runddienste empor, auf denen die Gurt- und Diagonalrippen des Mittelschiffes lagen. Die Kapitelle dieser Runddienste befanden sich auf der Höhe der Scheitelsteine der Scheidarkaden des Mittelschiffes. In den Seitenschiffen ruhten die Gewölbe sowohl auf den Kapitellen der Rundstützen der Scheidarkaden als auch auf Wandpilastern.
Die Vierung war durch dienstgeschmückte Quadratpfeiler begrenzt, auf denen Gurtbögen ruhen. Der Chorbereich weitete sich in Nebenchören, die zum Querschiff und zum Chor gleichermaßen geöffnet waren. In der Apsis und den beiden Querhauspolygonen ruhten die Gewölbe auf kapitellgeschmückten Diensten. Apsis und Querhaus durchzog ein Sohlbankgesims in der halben Höhe der Dienste.

## Neubau nach dem Zweiten Weltkrieg
In den letzten Monaten des Krieges war die 1895 geweihte Vorgängerkirche, wie auch der gesamte Ort Fraulautern, Opfer der Granaten- und Bombenangriffe. Dabei wurde am 1. Dezember 1944 das Mittelschiff stark beschädigt. Durch die Zerstörung blieb der Gemeinde zunächst die Apollonia-Kapelle, die jedoch auch so beschädigt wurde, dass Gottesdienste nur in der Notkirche in der Heydingerstraße möglich waren.
Der Neubau der zerstörten Kirche wurde nach dem Krieg von Pastor Josef Gilles betrieben. Nach seinem Tod 1948 führte sein Nachfolger Alois Piroth (1908–1983) die Aufgabe weiter. Während der Aufräumarbeiten wurde festgestellt, dass ein Wiederaufbau der alten Kirche nicht mehr möglich war und zudem zu hohe Kosten verursachen würde. Am 23. Januar 1949 übernahmen die Architekten Heinrich Latz und Toni Laub aus Saarwellingen den Auftrag zur Planung einer neuen Kirche. Mit sparsamsten Mitteln sollte eine würdige, klare und zeitgemäße Lösung gefunden werden.
Die vier Meter tiefen Fundamente der Vorgängerkirche wurden zum Wiederaufbau benutzt. Wegen der Enge der Notkirche genehmigte die Bischöfliche Behörde Gottesdienste in der noch im Rohbau befindlichen Kirche.

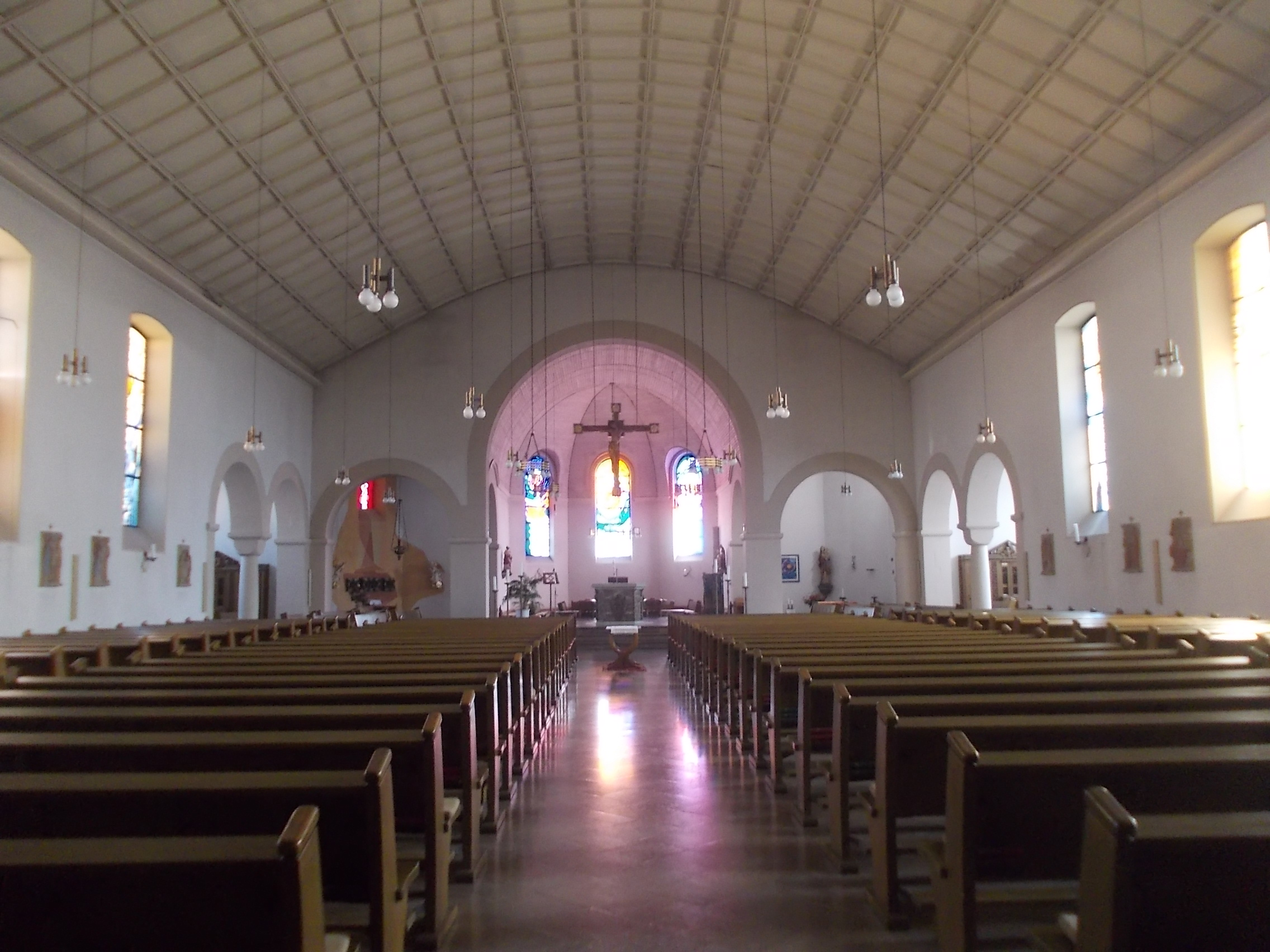
Fraulautern, Heiligste Dreifaltigkeit, Blick ins Kircheninnere in Richtung Apsis

Sein heutiges Bild erhielt das Kircheninnere in den Jahren 1979/1980. Der nüchterne Zweckbau der Nachkriegszeit erfuhr unter Pfarrer Willi Rodermann (1929–2007) nach den Plänen des Architekten Karl-Peter Böhr aus Trier, geleitet von den Richtlinien und dem Geiste des II. Vaticanums und getragen von den künstlerischen Vorstellungen der Zeit eine tiefgreifende Umgestaltung zu einem sakralen Raum, der zum Verweilen und Meditieren einladen soll.

## Architektur

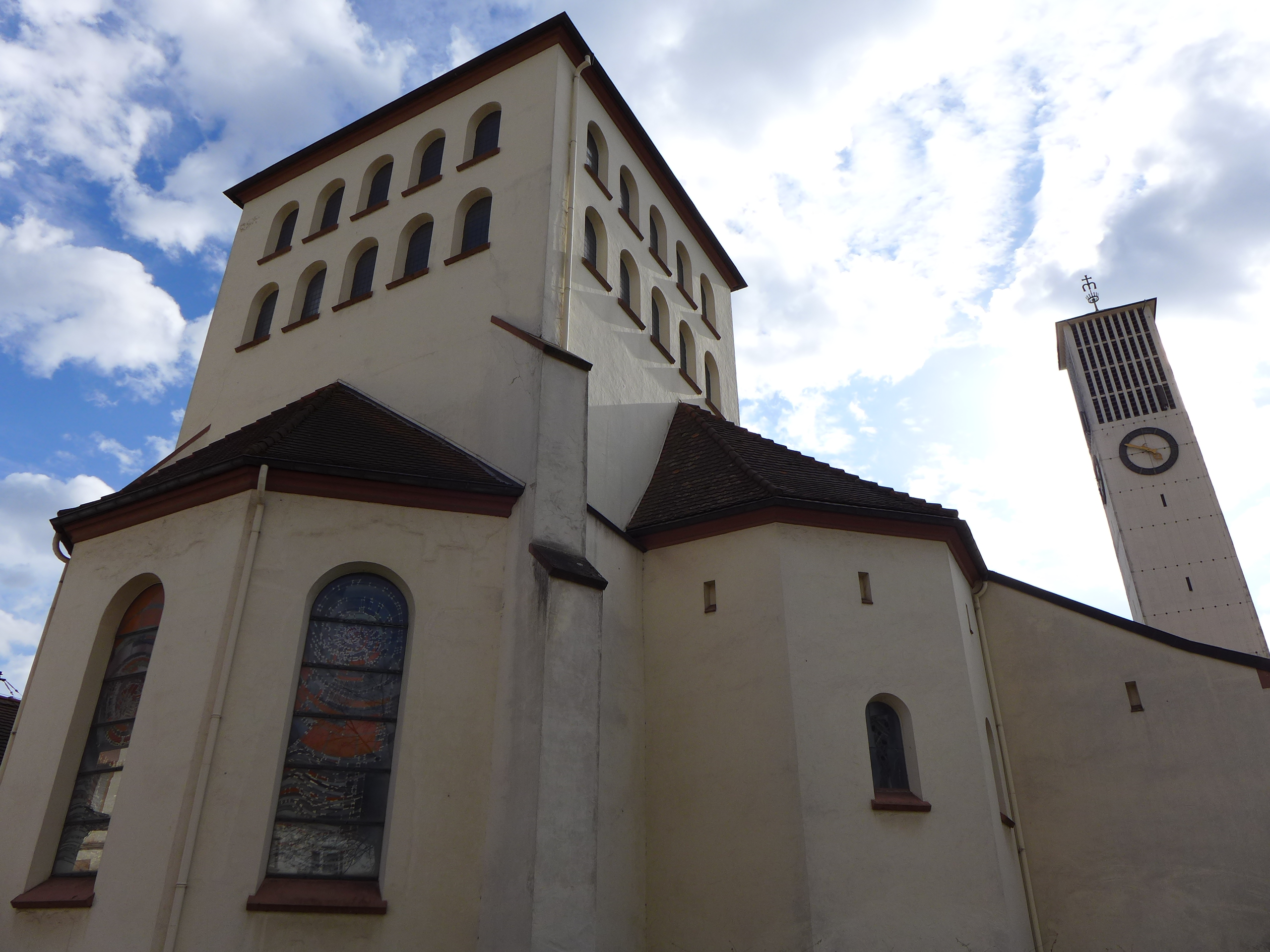
Fraulautern, Heiligste Dreifaltigkeit, Chorturm mit Apsis

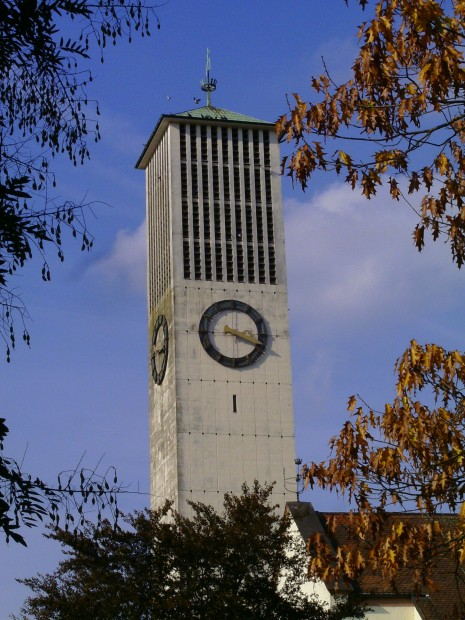
Fraulautern, Heiligste Dreifaltigkeit, Glockenturm der Kirche

Die aktuelle Kirche ist ein Saalbau mit neoromanischen Elementen (Rundbogenarkaden mit Säulen und Würfelkapitellen an der Eingangshalle und in der zweijochigen Querschiffhalle) des Abstraktions-Historismus. Ebenso vermitteln die Nebenchöre, die sich mit großen Rundbögen zum Chorbereich und zum Kirchenschiff öffnen, eine der Tradition verpflichtete Raumgestaltung. Die Raumdecke des Kirchenschiffes ist eine moderne Rasterbalkendecke deren Querschnitt eine flache Parabel bildet. Der Chorbereich ist mit einem historisierenden Holzlattengewölbe überwölbt. Die Kirche selbst ist etwa 25 Meter hoch. Im Chorbereich erhebt sich ein etwa 30 Meter hoher Turm, der sich in zwei rundbogigen Fensterreihen zu je fünf Fenster an drei seiner vier Seiten öffnet. Die Fensterreihe zum Langhausdach ist nur einreihig ausgebildet. Die Strebepfeiler an den Außenwänden der Kirche sind durch Korbbögen miteinander verbunden. Das hochrechteckige Westfenster schließt ebenfalls in einem Korbbogen.

### Glockenturm
Etwa 3 Meter neben dem Kirchengebäude befindet sich ein 42 Meter hoher Campanile (auch Marienturm genannt), welcher die Glocken aufnimmt. Er prägt das Ortsbild und ist Wahrzeichen von Fraulautern. Im Erdgeschoss des Turmes befand sich bis in die 1980er Jahre eine Marienkapelle, heute wird der Raum als Abstellraum genutzt. In alle höheren Stockwerke gelangt man über eine Brücke zwischen Kirchengebäude und Turm, die zu einem zweiten Eingang in den Turm führt. Mit dem Bau wurde im Sommer des Jahres 1954 begonnen. Der Kirchturm auf rechteckigem Grundriss besitzt an jeder der vier Seiten unterhalb des Glockengeschosses eine Kirchturmuhr mit goldenen Stunden- sowie Minutenzeiger. Der Turm verfügt über ein Schlagwerk. Die Marienkrone mit der Initiale „M“ für Maria und dem Kreuz auf dem kupfergedeckten Pyramidendach des Kirchturmes erinnert an das erste Marianische Jahr 1953 bis 1954, das der Vorbereitung auf das Jahrhundert-Jubiläum der feierlichen Verkündigung des Dogmas von der Unbefleckten Empfängnis (Immaculata) galt und von Papst Pius XII. in der Enzyklika Fulgens corona (lat. für die strahlende Krone) vom 8. September 1953 feierlich verkündet worden war. Die Marienkrone nimmt auch Bezug auf das kirchliche Fest Maria Königin (lateinisch Maria Regina), das von Papst Pius XII. im Jahr 1954 zum Abschluss des Marianischen Jahres eingeführt worden war. Die schlanke Kubatur und die ursprünglich strahlend weiße Außenfarbe des Marienturmes können als architektonische Hinweise auf die Anrufung Mariens als „elfenbeinerner Turm“ in der Lauretanischen Litanei gedeutet werden. Der Marientitel „elfenbeinerner Turm“ hat seinen Ursprung im biblischen Hoheslied 7,5 : „Dein Hals ist ein Turm aus Elfenbein“. Da Elfenbein in der christlichen Tradition als Symbol edler Reinheit gilt, wird die Jungfrau Maria mit diesem Attribut ehrend verglichen.

## Ausstattung

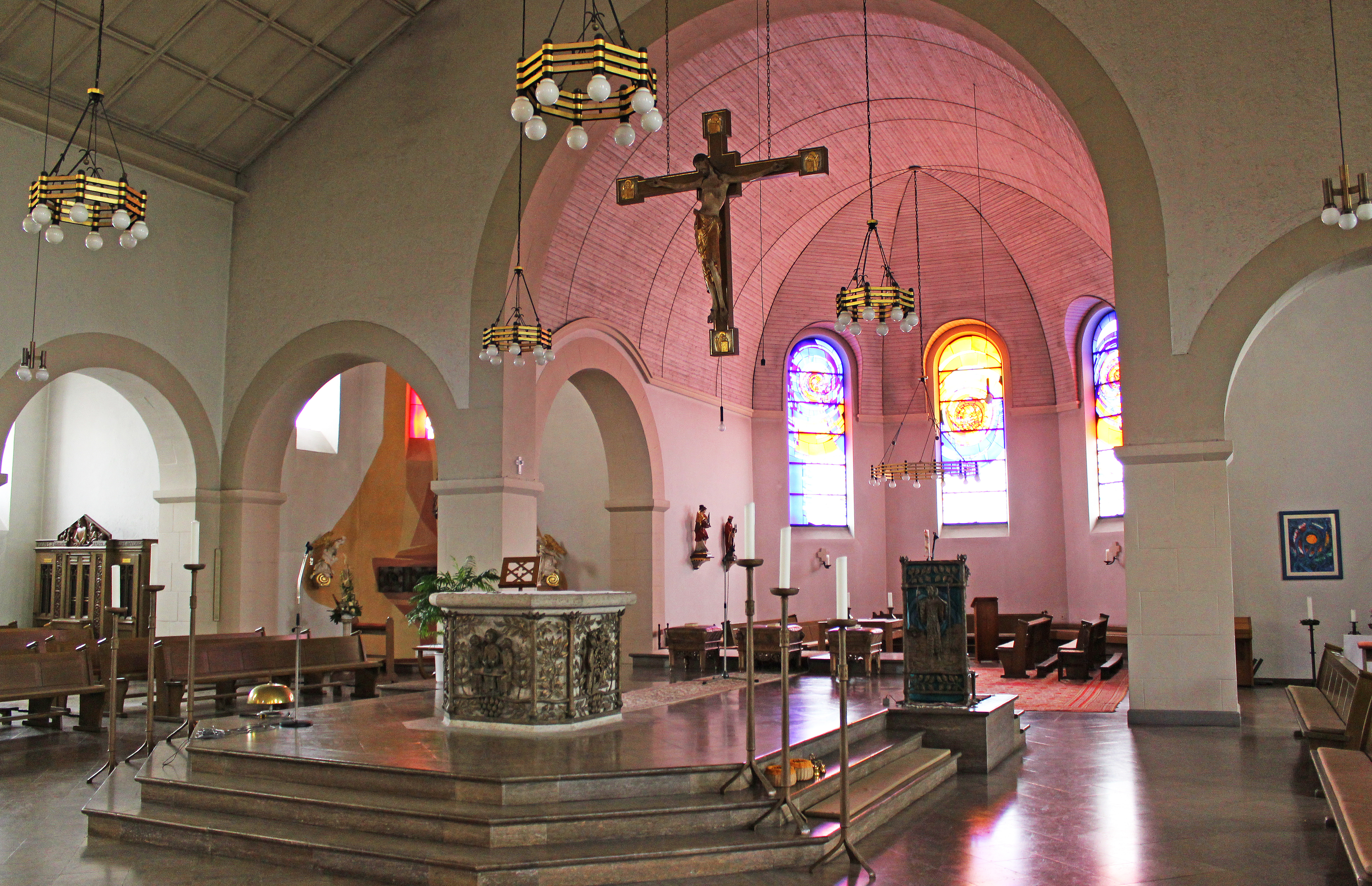
Fraulautern, Heiligste Dreifaltigkeit, Altarbereich

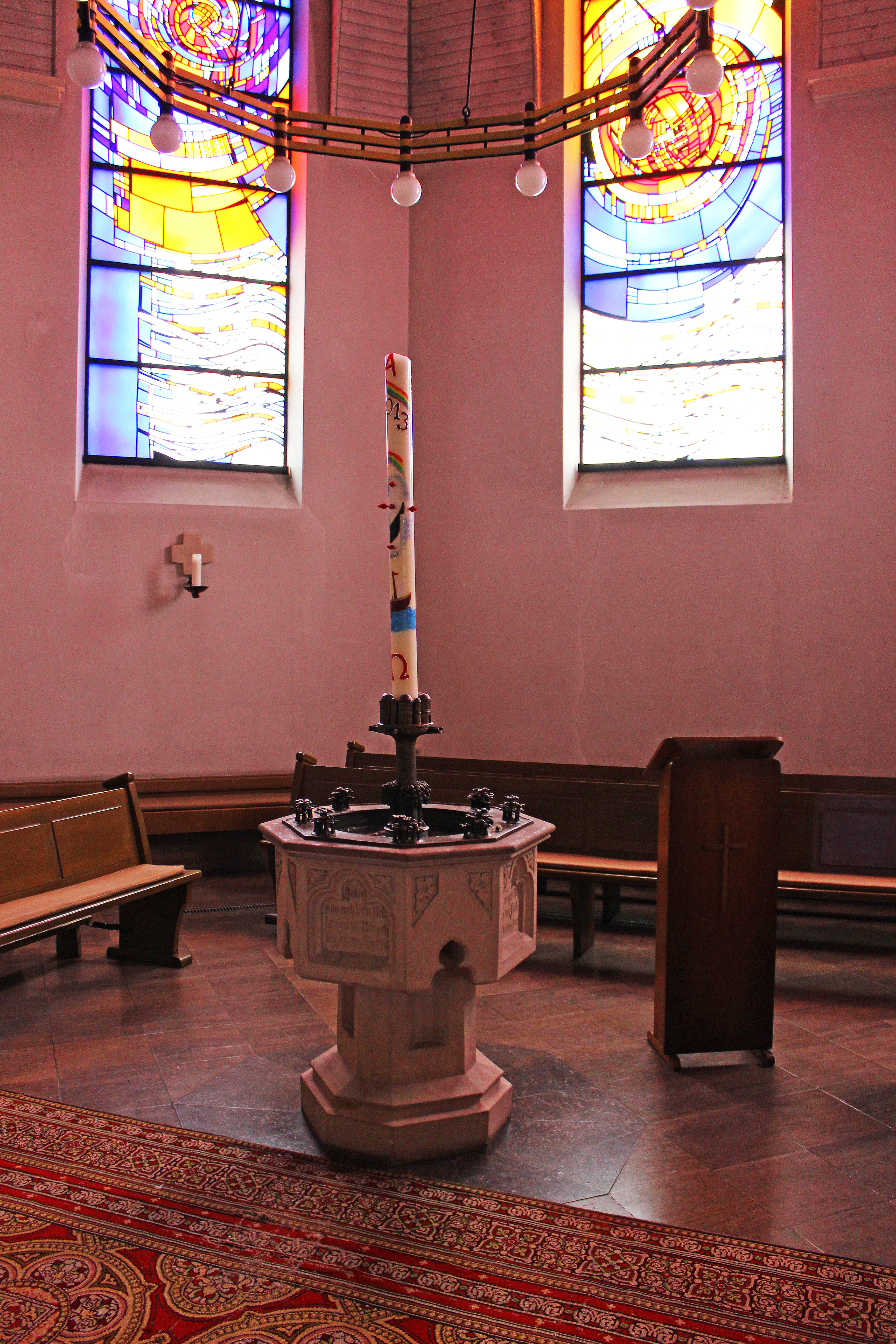
Fraulautern, Heiligste Dreifaltigkeit, Taufbecken in der Apsis

In der Kirche befinden sich zahlreiche Kunstwerke aus den Vorgängerbauten und neuangefertigte sakrale Ausstattungsstücke.

### Stücke aus dem neogotischen Vorgängerbau
An die neogotische Ausstattung der Vorgängerkirche erinnert heute nur noch eine erhalten gebliebene Pieta, die 1926 von dem Künstler Mettler aus Morbach geschaffen wurde und heute die Marienkapelle links vom Hauptportal ziert, das Taufbecken von Bildhauer Kiefer aus Trier aus dem Jahre 1890 und ein Säulenbruchstück, das im Chorraum sichtbar eingemauert ist.

### Kreuzweg
Der neue Kreuzweg, geschaffen in der Werkstätte der „Ars liturgica“ in Maria Laach durch den Bildhauer Alphons Biermann, wurde am 13. März 1958 eingeweiht. In Laacher Tuffstein gemeißelt sind die 14 Stationen jeweils 60 cm breit und 90 cm hoch. Die Figuren auf den Halbreliefs sind leicht koloriert.

### Kirchenfenster
Die modernen Kirchenfenster wurden in den Jahren 1979/1980 nach den Entwürfen des Mainzer Künstlers Alois Johannes Plum von den Werkstätten für Glasgestaltungen Wilhelm Derix, Rottweil geschaffen. Die drei Fenster der Apsis symbolisieren die Heiligste Dreifaltigkeit. Die insgesamt zehn Fenster im Langhaus, gehalten in den Farbtönen Braun, Blau und Gelb, stellen in abstrakt-symbolhafter Form das Wirken Gottes an den Menschen im Alten Testament (links vom Eingang aus gesehen) und im Neuen Testament (rechts vom Eingang aus gesehen) dar. Plum hat die Fenster jeweils paarweise angeordnet. Auf der rechten Seite sind in abstrahierender Weise alttestamentliche Begebenheiten dargestellt, die jeweils im gegenüberliegenden Fenster ihre Entsprechung im Neuen Testament finden.
1. Fensterpaar
Das Fenster des Alten Testamentes zeigt die Wolkensäule des Auszuges aus Ägypten mit den Gesetztafeln der Zehn Gebote (Ex 19–20 ). Das Parallelfenster des Neuen Testamentes thematisiert mit der Darstellung der leuchtenden Stadt auf dem Berge aus der Bergpredigt (Mt 5,1–12 ) die neuen Gebote der Nächstenliebe Jesu in Form der acht Seligpreisungen.
2. Fensterpaar
Das Fenster des Alten Testamentes zeigt einen Opferaltar und Abrahams Weg ins Ungewisse, nachdem er von Gott den Auftrag erhalten hatte, in das Land zu ziehen, das dieser ihm zeigen würde (Gen 12,1–9 ). Das Parallelfenster des Neuen Testamentes zeigt den Weg nach Bethlehem, der durch den Stern von Betlehem erhellt ist (Mt 2,1–12 ).
3. Fensterpaar
Das Fenster des Alten Testamentes thematisiert das Hadern der Israeliten gegen Gott und Mose und den darauf folgenden Mannaregen (Ex 16,1–36 ). Das Parallelfenster des Neuen Testamentes zeigt Brot und Fische im Bezug auf die Speisung der 5.000 Menschen bei der wunderbaren Brotvermehrung (Mk 6,35–44 ).
4. Fensterpaar
Das Fenster des Alten Testamentes zeigt einen Fisch, in dessen Bauch sich der Prophet Jona befindet, darüber erhebt sich die Silhouette der Stadt Ninive (Jona 1–4 ). Das Parallelfenster des Neuen Testamentes thematisiert, versinnbildlicht durch einen Wirbel mit Feuerzungen, die Auferstehung (Mk 16,1–8 ) und Himmelfahrt Jesu (Lk 24,50–53 , Apg 1,1–11 ) sowie die Geistsendung an die Jünger an Pfingsten (Apg 2,1–41 ).
5. Fensterpaar
Das Fenster des Alten Testamentes thematisiert eine eigentlich neutestamentliche Szene, den Kampf des siebenköpfigen Drachen als Symbol des vielfältigen Bösen mit der apokalyptischen Frau. Der Stern darüber verdeutlicht die apokalyptische Sonnenfrau, umgeben von einer Krone aus 12 kleinen Sternen (Offb 12,1–18 ). Das Parallelfenster des Neuen Testamentes thematisiert mit der Darstellung von zwölf Perlen und einem Lichkreis die Tore des himmlischen Jerusalem, durch die die Gerechten nach dem Ende der Welt eintreten werden (Offb 21–22 ).

### Altar
Der neue Altar wurde von Johann Baptist Lenz aus Oberkail in der Eifel aus Sandstein geschaffen. Die vier Teile der Bronzeumkleidung des Altartisches stellen biblische Szenen dar, eine aus dem Alten Testament und drei Szenen aus dem Neuen Testament. Die Vorder- und Rückseite des Altares vergleicht alttestamentliches und neutestamentliches Opferverständnis:
- Die der Gemeinde zugewandte Stirnseite des Altartisches zeigt Jesus beim Brotbrechen mit den Emmausjüngern (Lk 24,13–35 EU).
- Auf der Rückseite des Altares sieht man den Priesterkönig von Salem, Melchisedek, wie er Abraham Brot und Wein reicht. Dabei wird das Tieropfer durch das pflanzliche Opfer als Vorwegnahme der Eucharistie in beiderlei Gestalt statt des blutigen Tempelopfers ausgetauscht (Gen 14,17–19 EU).

Die Seiten des Altares thematisieren den sündenvergebenden, versöhnenden und gemeinschaftsstiftenden Charakters der Eucharistie.
- Auf der linken Altarseite ist die Begegnung Jesu mit der Sünderin dargestellt (Lk 7,36–50 EU).
- Die rechte Seite des Altartisches thematisiert das Zusammentreffen Jesu mit dem Zöllner Zachäus (Lk 19,1–10 EU).

### Ambo
Auf dem Ambo ist Johannes der Täufer als „Rufer in der Wüste“ (Mt 3,2–3 ) dargestellt.

### Triumphkreuz
Über dem Altarraum hängt ein mächtiges Kruzifix, dessen Korpus im Jahr 1980 von Luis Piccolruaz in St. Ulrich in Gröden, aus Kastanienholz gearbeitet wurde. Das Kreuz ist dem romanisch-burgundischen Stil des 12. Jahrhunderts nachempfunden. An den Enden der Kreuzbalken befinden sich die Symbole der vier Evangelisten in Holz geschnitzt und farblich gefasst von Bildhauer Matthias Rech, ebenfalls aus St. Ulrich.

### Chorraum
Der Chorraum wurde durch das Vorrücken des Altares zur Taufkapelle umgestaltet. Hier fand das neogotisch Taufbecken aus dem Vorgängerbau nach Überarbeitung des Sockels durch den Fraulauterner Steinmetzen Anton Knauf seinen Platz. Die Bekrönung des Taufbrunnens, die die Osterkerze trägt, wurde ebenso wie die Altarumkleidung von Johann Baptist Lenz entworfen und ausgeführt.
Im Chorraum sind beiderseits des Altares der Werktagskapelle vier Statuen aufgestellt. Die beiden hinteren stammen noch aus der Vorgängerkirche:
- rechts: Kaiser Heinrich II., in seiner Hand ein Modell des Bamberger Domes haltend und diesen gleichzeitig beschützend
- links: ein nicht näher bestimmbarer Papst

### Ewiges Licht
Das Ewige Licht vor dem Tabernakel ist eine Barockleuchte aus einer lothringischen Kirche, die nach dem Erwerb durch den früheren Pastor von Ihn, Johannes Scholtes, vom Goldschmiedemeister Hans Alof aus Trier, restauriert wurde. Zwei anbetende Engel, die noch aus der ehemaligen barocken Fraulauterner Klosterkirche stammen, lenken den Blick auf den breitausladenden, dreiteiligen Bronze-Tabernakel, der nach dem Krieg von Bildhauer Johann Scherl aus Wittlich für die Pfarrei St. Gangolf in Trier geschaffen worden war und von dort durch Pfarrer Rodermann für die Fraulauterner Kirche erworben werden konnte.
Auf den Türen des Tabernakel ist in einem ovalen Feld, umrahmt von acht akanthusartigen Ornamenten, die Abendmahlszene darstellt (Mk 14,17–25 ). Darüber hinaus sieht man auf zwei flankierenden Bronze-Tafeln in zwei runden Feldern, jeweils umrahmt von sechs akanthusartigen Ornamenten, die Begegnung des auferstandenen Jesus mit Maria Magdalena (Joh 20,11–18 ) sowie die Begegnung des auferstandenen Jesus mit dem ungläubigen Thomas (Joh 20,24–29 ).

### Statuen
Marienstatue
Von dem Südtiroler Bildhauer Matthias Resch aus St. Ulrich im Grödner Tal stammt die aus Zirbelkiefer gearbeitete Madonna „La vierge à l’enfant“. Das Original dieser frühgotischen Darstellung stand ursprünglich in der Kirche von Celle (Département Seine-et-Marne, Frankreich) und befindet sich heute im Louvre in Paris.
Josefsstatue
An der Rückseite der Kirche, dort wo früher die kleinen Seitenpforten waren, steht auf der linken Seite eine barocke Darstellung des heiligen Josef mit dem Jesuskind von Matthias Resch.
Weitere Statuen
An den Seitenwänden, unmittelbar vor dem Abschluss der Empore, ist rechts an der Außenmauer eine Statue des heiligen Antonius von Padua mit dem Jesuskind aufgestellt. Die Figur ist nach einem barocken Original in der Pfarrkirche St. Martin zu Berus gefertigt. Links sieht man die heilige Barbara von Nikomedien mit Turm. Beide Skulpturen wurden von Bildhauer Matthias Resch aus St. Ulrich angefertigt. An der Emporenbrüstung befinden sich Statuen des heiligen Joachim und der heiligen Anna.

## Orgeln
Die Pfarrkirche Heiligste Dreifaltigkeit Fraulautern verfügte im Laufe ihres Bestehens über mehrere Orgeln.

### Orgel von 1874
Orgelbauer Heinrich Wilhelm Breidenfeld erstellte die Orgel im Jahr 1874 für die ehemalige Klosterkirche Heiligste Dreifaltigkeit Fraulautern. Nach dem Bau der neogotischen Dreifaltigkeitskirche des Architekten Wilhelm Hector wurde sie im Jahr 1895 dorthin überführt und in den Jahren 1925/26 durch eine neue Orgel ersetzt. Die Kirchengemeinde verkaufte die Breidenfeld-Orgel im selben Jahr für 5000 Goldmark nach Geislautern an die Pfarrei Mariä Himmelfahrt, wo sie im Jahr 1951 durch einen Neubau der Firma Sebald ersetzt wurde. In die Sebald-Orgel wurden wohl noch einige Register und Windladen der alten Breidenfeld-Orgel übernommen. Die Windladen waren Schleifladen. Die Spieltraktur und die Registertraktur waren mechanisch. Die Orgel verfügte über 23 Register (Manuale: 2, Pedal: 1).

### Orgel von 1926
Die Orgel der Firma Georg Stahlhuth wurde im Jahr 1926 angeschafft und im Jahr 1942 durch Kriegseinwirkungen zerstört. Die Spieltraktur und die Registertraktur waren pneumatisch.
Die Orgel verfügte über 37 Register.

### Orgel von 1959

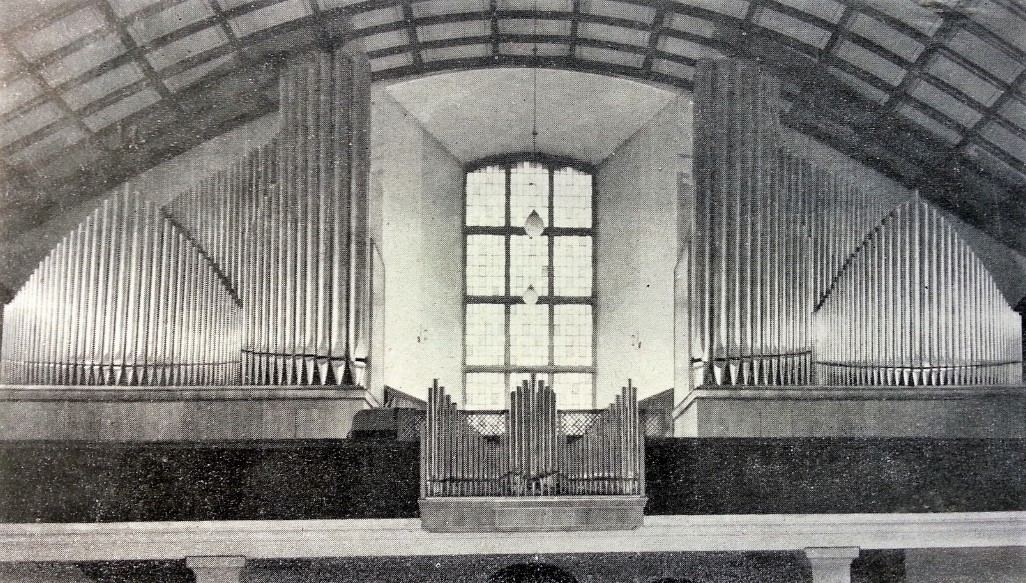
Mayer-Orgel (1959–2001)

Die Orgel aus dem Jahr 1959 stammte von der Firma Hugo Mayer Orgelbau. Am 22. März 1959 wurde sie feierlich eingeweiht. Die Orgel wurde nach Polen an die Diözese Oppeln verschenkt und im Jahr 2001 durch die heutige Link-Orgel ersetzt. Die Windladen waren Schleifladen, die Spieltraktur und die Registertraktur waren elektrisch. Die Orgel verfügte über 45 Register mit 3046 Pfeifen (Manuale: 3 C-g3, Pedal: 1 C-f1).

### Orgel von 2001

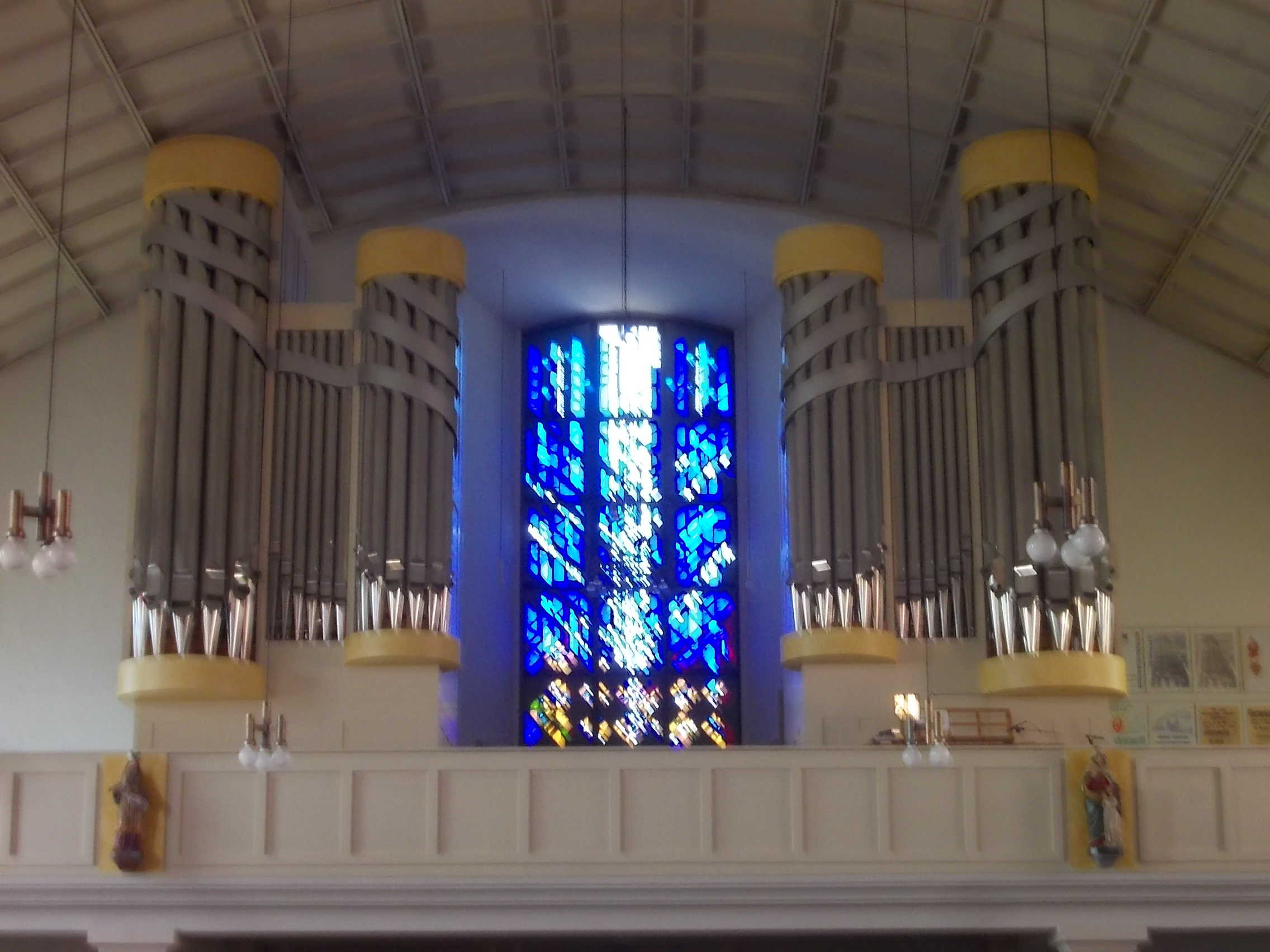
Fraulautern, Heiligste Dreifaltigkeit; Die im Jahr 2001 erbaute Orgel der Firma Link-Orgelbau

Auf Initiative des von 1985 bis 2011 in Fraulautern tätigen Pfarrers Rolf Dehm, des Fraulauterner Orgelbaufördervereins und dem bis 2003 dort tätigen Organist Erich Schommer konnte nach langen Beratungen mit dem Bistum Trier im Mai 2000 der Auftrag zum Bau einer neuen Orgel an die Firma Orgelbau Link GmbH aus Giengen an der Brenz vergeben werden. Der Orgelbauförderverein wurde bereits am 21. April 1987 gegründet.
Als die alte Mayer-Orgel im März 2001 abgebaut war, wurden die Gottesdienste bis zur Ankunft des neuen Instruments (im Oktober 2001) mit einem kleinen Orgelpositiv begleitet. Diese kleine Pfeifenorgel hatte fünf Register, ein Manual sowie Pedal. Es wurde von der Firma Link zur Verfügung gestellt, bis die große Kirchenorgel einsatzbereit war.
Das neue Instrument (Opus 1080) mit seinen bandumwundenen, walzenförmigen Orgeltürmen, die das große Westfenster flankieren, sollte im Endausbau 33 Register erhalten. Es ist das letzte von der Firma Link neu gebaute Instrument. Die Disposition der Orgel lag in den Händen des lange Jahre tätigen Kirchenmusikers Schommer.
Die Registerschleifen in den Windladen der neuen Orgel werden nicht mechanisch gezogen, sondern elektrisch angesteuert und durch eine Setzeranlage ergänzt. Diese Spielhilfe erlaubt es dem Organisten, bestimmte Register vorzuwählen und per Knopfdruck abzurufen. Dadurch entfällt die Unterbrechung des Orgelspiels bei der Wahl neuer Registerkombinationen.
Die Verbindung von der Taste der Klaviatur oder des Pedals bis zu den einzelnen Orgelpfeifen erfolgt durch eine mechanische Spieltraktur. Während sich im linken Teil der Orgel das Pedalwerk befindet, finden im rechten Teil Haupt-, Schwell-, und Solowerk ihren Platz. Der rechts an die Orgel angebaute Spieltisch für den Organisten verkürzte die Distanz der Traktur von der Taste bis zur Pfeife so weit wie möglich. So wurde versucht, die Mechanik für den Spieler möglichst leichtgängig zu erhalten. Gerade bei der Verwendung der Koppeln ist beim Tastendruck größere Kraft der Finger erforderlich, was sich bei schnellen Passagen hinderlich auswirken kann. Die Bauform begegnete dem Problem bestmöglich. Die alte und bewährte Konstruktion mechanischer Spieltrakturen ist sehr langlebig.
Zur Orgelweihe am 14. Oktober 2001 spielte der Trierer Domorganist Josef Still.
Da das Vorgängerinstrument Schwierigkeiten hatte, den großen Kirchenraum ausreichend akustisch zu füllen, baute man das Pfeifenwerk der Link-Orgel mit gezielt weiten Mensuren. Durch die vergrößerten Durchmesser der Orgelpfeifen schaffte man ein voluminöses und deckendes Klangbild, das außerdem zum romantischen Tonspektrum des Instruments passte. Klanglich zeigt sich die Orgel auch bei voller Registrierung im Tutti kraftvoll und dennoch rund.
2001 hatte die Gemeinde bereits 600.000 DM angespart, benötigte jedoch zusätzlich ein Darlehen von 400.000 DM um die Orgel bestellen zu können. Erst im Jahr 2011 war das 1.000.000 DM teure Instrument vollständig bezahlt.
Zahlreiche Musiker und Gruppen gaben bislang in der Dreifaltigkeitskirche Konzerte. Unter anderem Maurice André, Christian Schmitt, Andreas Rothkopf, Saarknappenchor, im November 2013 trat Heino im Rahmen seiner „Die Himmel rühmen“-Tournee dort auf.
Seit dem Jahr 2018 ist Peter Speth Organist.
Die Orgel verfügt über folgende Disposition:
| I Hauptwerk C–g3 |                |       |
| 1.               | Praestant      | 16′   |
| 2.               | Principal      | 8′    |
| 3.               | Rohrflöte      | 8′    |
| 4.               | Viola di Gamba | 8′    |
| 5.               | Octave         | 4′    |
| 6.               | Blockflöte     | 4′    |
| 7.               | Quinte         | 2 ⁄3′ |
| 8.               | Superoctave    | 2′    |
| 9.               | Mixtur 4f      | 1 ⁄3′ |

| II Schwellwerk C–g3 |                  |        |
| 10.                 | Flûte Harmonique | 8′     |
| 11.                 | Salicional       | 8′     |
| 12.                 | Voix Céleste     | 8′     |
| 13.                 | Praestant        | 4′     |
| 14.                 | Nachthorn        | 4′     |
| 15.                 | Nazard           | 2 ⁄3′  |
| 16.                 | Flageolet        | 2′     |
| 17.                 | Tierce           | 1 3⁄5′ |
| 18.                 | Plein Jeu 4-5f   | 1 ⁄3′  |
| 19.                 | Basson           | 16′    |
| 20.                 | Hautbois         | 8′     |
|                     | Tremulant        |        |

| III Solo C–g3 |                  |           |
| 21.           | Soloflöte        | 8′        |
| 22.           | Flûte Octaviante | 4′        |
| 23.           | Cornett 5f       | 8′ (ab g) |
| 24.           | Trompete         | 8′        |
| 25.           | Horn             | 8′        |
| 26.           | Cromorne         | 8′        |
|               | Tremulant        |           |

| Pedal C–f1 |               |         |
| 27.        | Principalbass | 16′     |
| 28.        | Subbass       | 16′     |
| 29.        | Quintbass     | 10 2⁄3′ |
| 30.        | Octavbass     | 8′      |
| 31.        | Bassflöte     | 8′      |
| 32.        | Octave        | 4′      |
| 33.        | Bombarde      | 16′     |

- Koppeln: II/I, III/I, III/II, I/P, II/P, III/P

## Kirchenchor
Der in Fraulautern bestehende Kirchenchor Cäcilia, welcher im Jahre 1851 gegründet und im Jahr 1919 zu einem gemischten Chor erweitert wurde, dient zur Mitgestaltung der Gottesdienste und anderer festlicher Anlässe wie z. B. dem Pfarrfest. Der Chor besteht zurzeit aus etwa 30 aktiven Sängerinnen und Sängern. Aktuell ist Sandra Becker Chorleiterin in beiden Fraulauterner Pfarreien, Hl. Dreifaltigkeit und St. Josef.

## Glocken
Schon im Jahr 1921 hatte die Glockengießerei Otto aus Hemelingen/Bremen drei Bronzeglocken für die alte Dreifaltigkeitskirche gegossen. Zwei dieser Glocken wurden im Zweiten Weltkrieg eingeschmolzen.
Am 16. November 1954 goss die Saarlouiser Glockengießerei Otto in Saarlouis-Fraulautern, die von Karl (III) Otto von der Glockengießerei Otto in Bremen-Hemelingen und dem Saarländer Alois Riewer im Jahre 1953 gegründet worden war, fünf Bronzeglocken für die neue Dreifaltigkeitskirche, die am 28. November 1954 geweiht wurden.
Während die Dreifaltigkeitsglocke, die Marienglocke, die Josefsglocke und die Apolloniaglocke von der Stadt Saarlouis gestiftet wurden, trugen für die Barbaraglocke die Pfarrgemeinde die Materialkosten und die Fraulauterner Glockengießerei Otto die Herstellungskosten. Am 8. Dezember 1954, dem Hochfest der Unbefleckten Empfängnis der Jungfrau und Gottesmutter Maria, wurden die neuen Glocken bei der festlichen Einweihung des Glockenturms erstmals geläutet. Das Gesamtgewicht des Glockengeläutes beträgt 7.000 kg. Die Tonanordnung b d f g a entspricht dem Eingangsmotiv der marianischen Antiphon Salve Regina.
| Glocke | Name                                    | Schlagton | Gewicht | Durchmesser | Sonstiges                                                                             |
| ------ | --------------------------------------- | --------- | ------- | ----------- | ------------------------------------------------------------------------------------- |
| 1      | Heiligste Dreifaltigkeit                | B°        | 3300 kg | 1720 mm     | Schlägt die Stundenangabe                                                             |
| 2      | Maria, Königin des Himmels und der Erde | d′        | 1600 kg | 1360 mm     | Schlägt Angelusschläge um 7, 12 und 19 Uhr, übernimmt das Zinken während der Wandlung |
| 3      | Heiliger Josef                          | f′        | 950 kg  | 1140 mm     | Läutet zum Angelus um 7, 12 und 19 Uhr                                                |
| 4      | Heilige Apollonia                       | g′        | 675 kg  | 1020 mm     | Schlägt die Viertelstundenangabe                                                      |
| 5      | Heilige Barbara                         | a′        | 475 kg  | 910 mm      | Schlägt die Viertelstundenangabe                                                      |

Vor Hochämtern werden die Glocken 2, 3, 4 und 5 geläutet. Dreißig Minuten vor Beginn läutet die Glocke 1 alleine. Das gesamte Geläut aller fünf Glocken ist ausschließlich an kirchlichen Hochfesten, wie Ostern oder Weihnachten oder dem Patronatsfest der Heiligen Dreifaltigkeit, zu hören. Bei anderen Gottesdiensten und Eucharistiefeiern entfällt das Läuten der großen Glocke eine halbe Stunde vor Beginn. An Werktagen sind nur Teilgeläute zu hören, beispielsweise die Kombination Glocke 2, 3 und 4 bei Sterbeämtern oder 3, 4, 5 zur Vesper, Glocke 3 und 4 zur Eucharistiefeier.
Der Viertelstundenschlag erfolgte von 1954 bis 2007 durch Glocke 5 und 3 (a′ und f′), von 2007 bis 2014 durch Glocke 3 (f′). Seit Reparatur der Anlage übernehmen dies Glocke 5 und 4 (a′ und g′). Die Stundenangabe erfolgt durch die größte Glocke (b°).
Nach umfassender Sanierungsmaßnahmen erklingen alle Glocken wieder seit dem 3. September 2024. Defekte an den Motoren sowie die belastete Statik des Turmes machten es notwendig, das Schwingen der Glocken beim Läuten zu verhindern. Die Anlage verfügt heute über eine Technik, bei der das Erklingen des Geläuts nur noch durch Anschlagen der Glocken mittels Hammer ermöglicht wird, ähnlich dem Stundenschlag. Bei den zeitlichen Abständen zwischen den einzelnen Schlägen, die zuvor durch die Klöppel in Schwingung ausgeführt wurden, orientierte man sich an den vorherigen zeitlichen Richtwerten. So war es möglich, das Klangbild weitgehend unverändert zu erhalten.

## Sanierung seit 2004
Seit dem Jahr 2004 versucht die Gemeinde in kleineren Schritten, soweit es die finanzielle Lage zulässt, den Glockenturm der Kirche zu sanieren. Gegen das Eindringen von Tauben wurden engmaschige Gitternetze im Turm gespannt. Auch die defekte Kirchturmuhr wurde durch eine neue Uhrensteuerung instand gesetzt. Ende des Jahres 2011 wurde die marode gewordene Betonbrücke zwischen Kirchturm und dem Kirchengebäude entfernt und durch eine neue Stahlkonstruktion ersetzt.
Im Jahr 2019 hatte die Kirchengemeinde nach jahrelangen Bemühungen genug finanzielle Mittel, eine vollständige Renovierung des Turms vorzunehmen. Mitte 2019 begann man mit Instandsetzungsarbeiten an den Antrieben der Kirchenglocken. Der 42 Meter hohe Turm wurde zunächst von innen restauriert, anschließend begann man mit der äußeren Sanierung. Hierfür musste man den Turm vollständig einrüsten. Die Fassade wurde ausgebessert und neu gestrichen. Die Uhren samt Uhrwerk wurden erneuert, Zifferblatt und Zeiger wurden restauriert. Zuletzt wurden die alten Schallläden der Glockenstube durch neue ersetzt. Diese sollen dem Geläut einen weicheren und volleren Klang verleihen. Besonders diese Änderung verleiht dem Turm im oberen Bereich ein neues, helleres Erscheinungsbild.
Die Arbeiten wurden im Juni 2020 beendet.
Im Jahr 2024 wurde die Glockenanlage samt Uhrschlag wieder vollumfänglich instand gesetzt.

## Pfarrer
Liste der für Fraulautern belegten Pfarrer seit 1237 (für die zweite Hälfte des 19. Jahrhunderts widersprechen sich die Listen von R. Rudolf Rehanek und Gertrud Weyand):
| - Hugo von Lutra: 1237 - Bruno, Landdechant von Lautern: 1289 - Andreas von Lautern: 1290 (als Vizepastor der St. Laurentiuskirche nach Trier berufen) - Johann Herriger, Peter Kirchner, Sebastian Didelop Theodor, Claudius Varsolier: 1630 - Matthias Johann Manderfeld: 1680 bis 1695 - Michel François: 1695 bis 1722 - Nicolaus André: 1722 bis 1729 - Johann Baptist Saurbronn: 1729 bis 1754 - Bartolomeus Lefebere: 1754 bis 1792 - Wilhelm Stein (?): 1792 - Adam (?): 1798 - Jakob Bellois (?), Johann Emanuel Jacobi: 1800 - Robert Relinger: 1807 - F.R. Bichelberger: 1808 - Michael Hoff: 1809 - J.N. Berger: 1810 bis 1812 - N. Lütgen: 1812 bis 1817 | - Peter Müller: 1818 bis 1822 - Johann Seffern: 1823 bis 1826 - Anton Binsfeld: 1826 bis 1830 - Peter Wehr: 1830 bis 1841 - Nikolaus Müller: 1841 bis 1848 - Franz Baring 1849 bis 1877 - Heinrich Feiten: 1866 bis 1885 - Bircher, Kaplan, dann kurz Pfarrverwalter: 1885 bis 1891 - Rischar: 1885 bis 1891 - Josef Heydinger: 1891 bis 1916 - Johann Erb: 1916 bis 1921 - Josef Gilles: 1921 bis 1948 - Alois Pyroth: 1948 bis 1970 - Willi Rodermann: 1970 bis 1984 - Rolf Dehm: 1985 bis 2011 - Hans-Kurt Trapp: 2011 ad multos annos |